# 도쿄 대공습

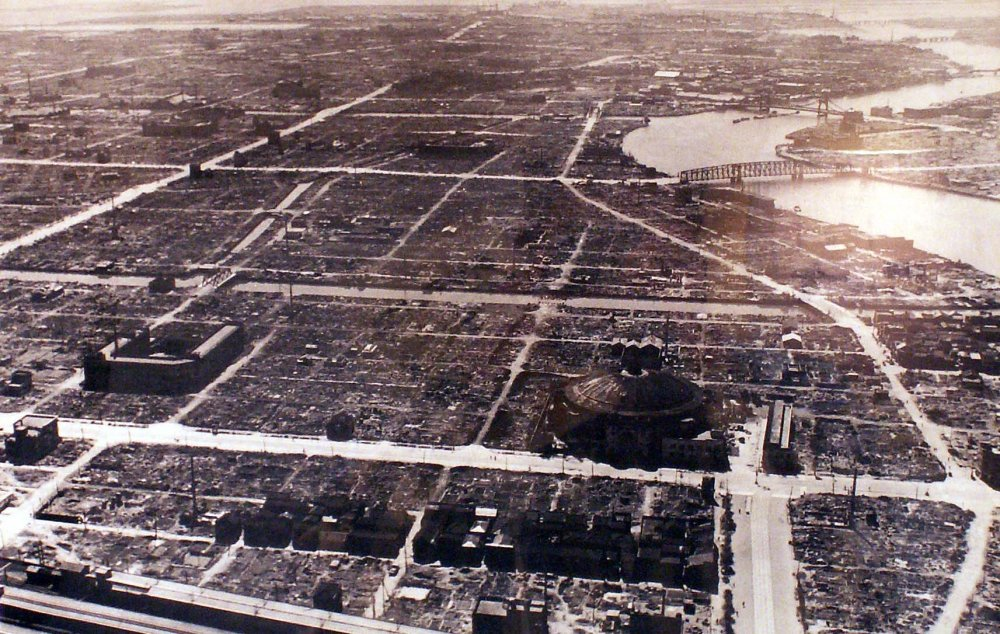
초토화 된 도쿄. 혼조 구 마쓰자카 타운, 모토마치 (현재의 스미다 구 양국) 부근에서 촬영 된 것. 오른쪽에 있는 강 스미다 앞쪽의 둥근 지붕의 건물은 료고쿠 국기관.

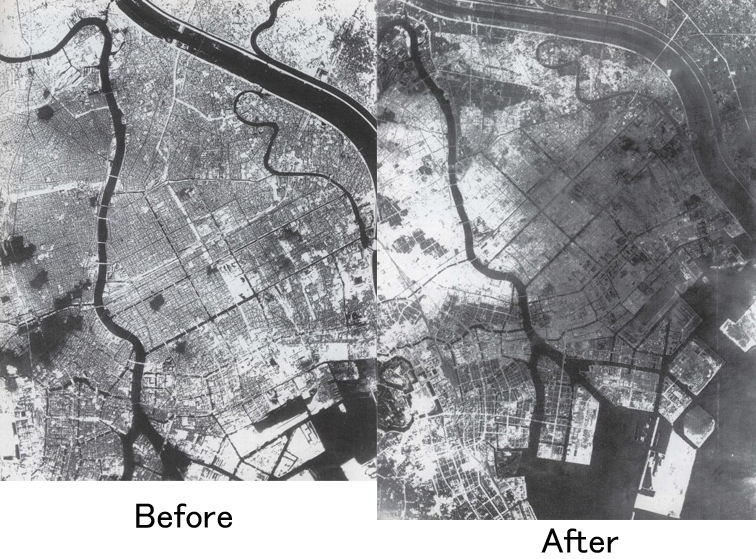
공습 전(왼쪽)과 공습 후(오른쪽)의 항공사진

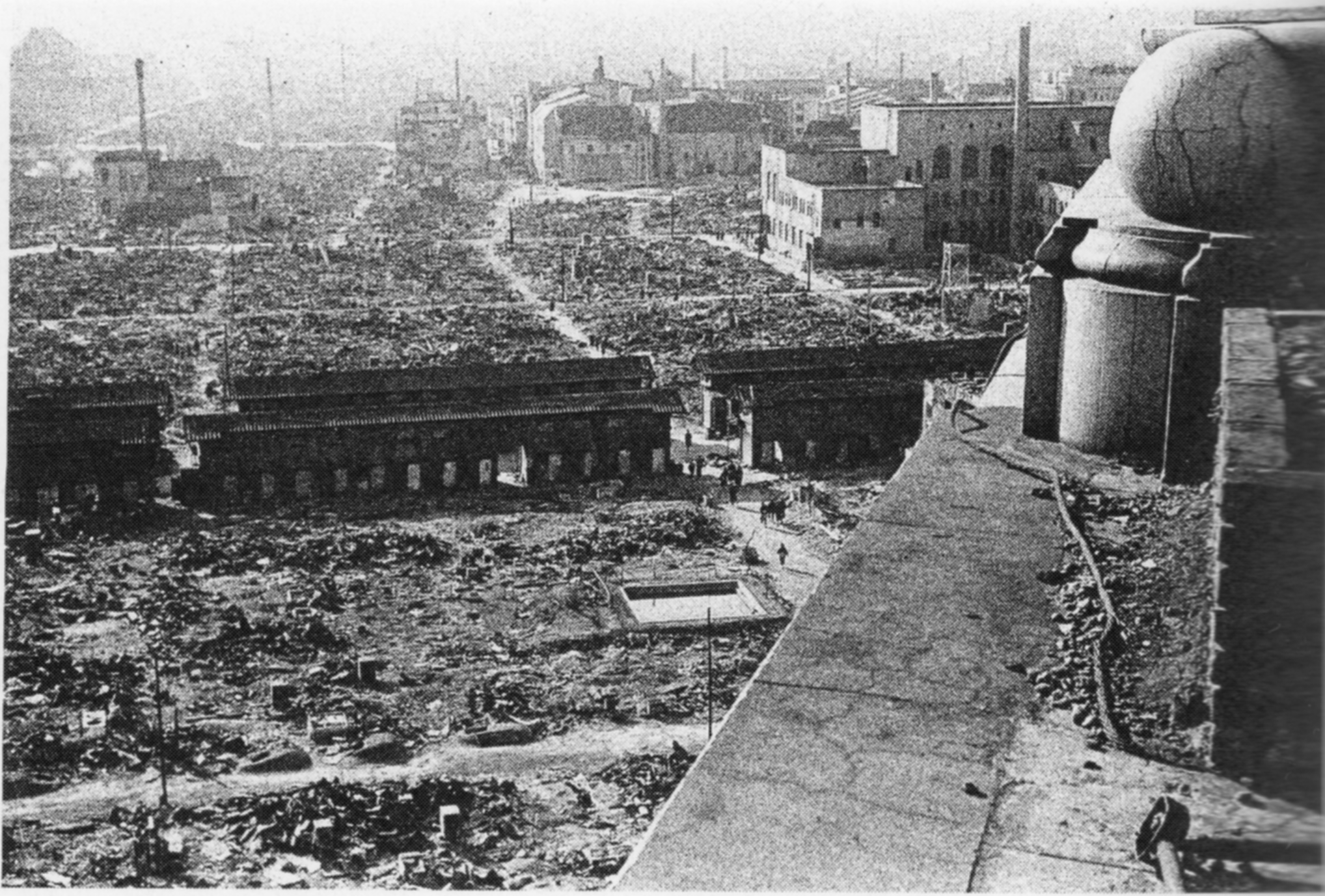
3월 10일 새벽 공습 후의 아사쿠사 마츠야 옥상에서 본 나카미세와 그 주변

도쿄 대공습(일본어: 東京大空襲 토오쿄오다이쿠슈[*], 영어: Bombing of Tokyo)은 제2차 세계 대전이 막바지로 치닫던 1945년 3월 10일 일본을 무력화시키고 전쟁의 조기 종결을 위하여 미군이 추축국인 일본의 수도인 도쿄와 그 주변 일대에 대량의 소이탄을 투하한 사건을 말한다.

## 대일 전략 폭격 계획

### 소이탄 폭격 활성화 도별 지역
1942년에는 네이팜을 사용한 M69 소이탄이 개발되었고, 1943년 국가방위조사위원회(NDRC) 소이탄 연구 개발부 보고서에서는 주택 밀집 지역에 소이탄을 투하하여 화재를 일으키고, 주택과 공장도 함께 태워버리는 것이 최적의 폭격 방법이라 하여 일본 전국 20개 도시를 공습 목표로 선정하고, 나아가서는 도쿄, 가와사키, 요코하마 등 10개 도시를 모두 태워버리는 것이 가장 적합한 폭격 목표인 일본 전국 20개 도시를 선정하였다.
- 최대 효과 지역: 도시 중심부 상가지역, 밀집지역, 주택공장 혼재지역으로 1마일 사방 당 인구밀도 9만 1000명, 도시 인구의 25%를 차지하는 지역. 이 지역은 1평방 마일 당 6톤의 소이탄으로 모두 태울 수 있다.
- 유효 지역: 항만 시설, 창고, 화차조차장 등도 있는 주택 지역, 주택·공장 혼재 지역, 공장 지역에서 1마일 사방 당 인구밀도 5만 4000명, 도시 인구의 46% 이상을 차지하는 지역. 이것은 1평방 마일 당 10톤의 소이탄으로 다 태울 수 있다.
- 비유효 지역: 최대 효과 지역, 유효 지역 이외의 교외 주택 지역이나 방화 설비가 갖춰진 오피스가를 포함한 공장 지대.
- 공습 목표의 일본 전국 20 도시 주요부는 M69 소이탄 1700톤으로 모두 소진하는 것이 가능.

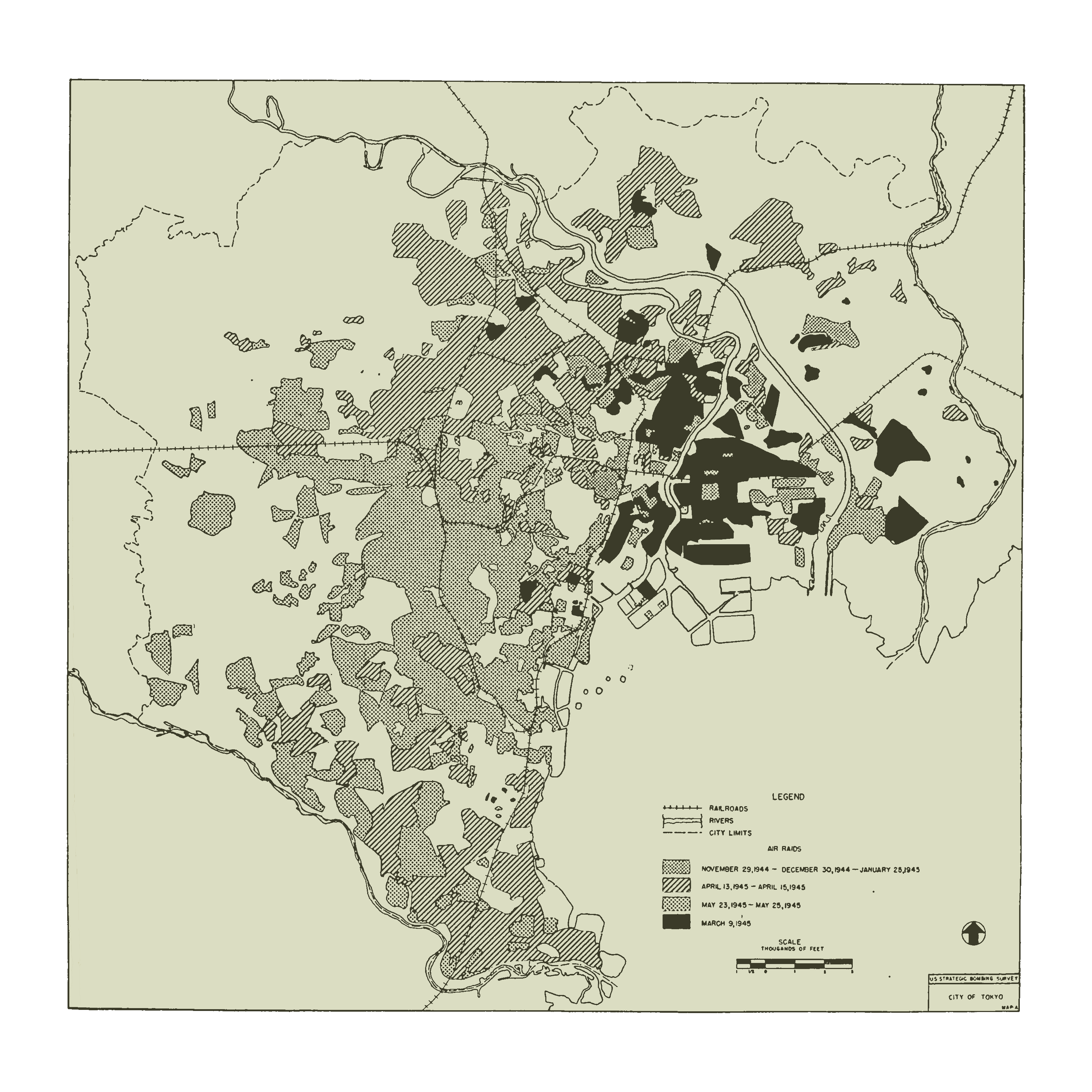
미군에 의한 공습 계획의 지도(미군 보고 '도쿄-가와사키-요코하마 도시 복합체에 대한 공습 공격의 효과')

### 대규모 공격 보고서
일본 본토에 대한 공습 작전은 면밀한 지세 조사와 역사 사례 연구를 거쳐 계획되었다. 그 과정은 미국 경제전쟁국의 1943년 2월 15일자 '일본 도시에 대한 대규모 공격의 경제적 의의' 보고서로 상세히 나와 있다.
미군은 일찍부터 에도 시대에 빈발한 에도의 대화재나 1923년의 관동 대지진의 검증을 실시해, 불씨·풍향·연소 상황·재해 실태 등의 요소가 상세하게 분석되고 있었다. 그 결과 목조 주택이 밀집해 있는 일본의 대도시는 화재에 특히 취약하며, 소이탄에 의한 공습이 가장 대규모 파괴를 가장 효과적으로 줄 수 있다고 결론지었다.
구체적인 공습 대상 지역 선정 시에는 인구 밀도, 화재 위험도, 수송 기관과 공장 배치 등의 요소가 철저히 검토되고, 이를 바탕으로 폭탄·폭격 유효도가 계산되고 일람표가 작성됐다. 여기서 특히 중시된 것은 인구 밀도였다. 당시의 도쿄 각 구의 인구는 아사쿠사구의 13만 5000명이 최대로, 혼조구·칸다구·시타야구·아라카와구·니혼바시구·에바라구가 8만 명대로 그 뒤를 잇고 있었다. 이 중 에바라구는 다른 외곽에 위치하기 때문에 이를 제외하고 대신 인구 7만 명대인 심천구의 북반부를 더한 도심 일대가 소이탄 공격 지역 1호로 책정됐다.

#### 사용된 폭탄
미국 육군 항공대의 전통적인 교리는 군사 목표에 대한 정밀 폭격이었으며, 제2 차 세계 대전이 시작되었을 당시에는 항공기에서 투하하는 소이탄을 보유하고 있지 않았다. 소이탄 개발에 직면한 미군은 헨리 아널드 대장이 직접 영국으로 날아가 영국군의 소이탄과 영국군이 런던 공습에서 회수하고 있던 독일군의 불발탄(900g 마그네슘탄)을 넘겨 받아 소이탄 개발을 개시했다.
- M47 소이폭탄(AN-M47A2). 100파운드(45kg)의 네이팜탄(겔화 휘발유)으로 미군 최초의 소이탄이다. 철제 탄통 안에 젤리 형태로 가공한 기름 약 18kg을 봉입하고 탄두에 화약을 장전했다. 지붕을 뚫고 실내로 들어가 폭발하여 네이팜제를 원뿔 모양으로 흩뜨렸다.

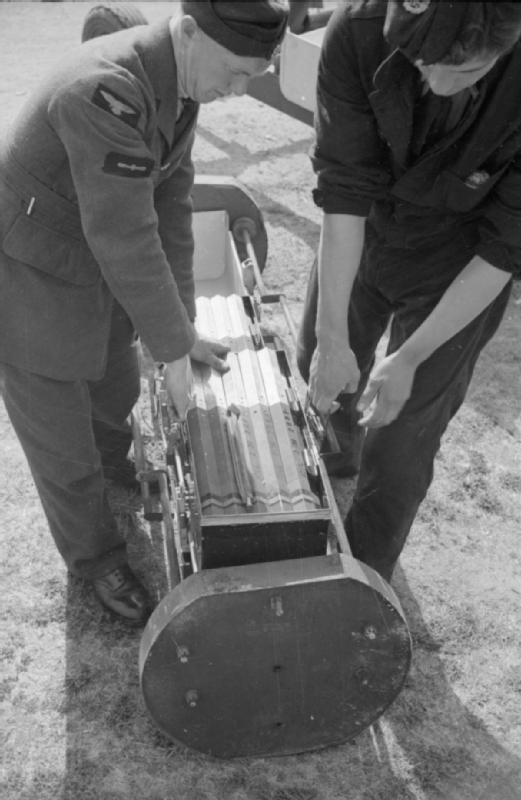
일본에도 투하된 M50 소이탄의 원형인 영국군의 4파운드 소이탄(6각형 금속제 장대 모양), 이 사진처럼 소형 소이탄 다수를 묶어 투하했다.

- 일본에도 투하된 M50 소이탄의 원형인 영국군의 4파운드 소이탄(6각형 금속제 장대 모양), 이 사진처럼 소형 소이탄 다수를 묶어 투하했다.M50 소이탄(AN-M50A2). 4파운드(1.8kg)의 마그네슘 소이탄으로 영국군의 M2 소이탄을 미국 육군이 제식화한 것으로 알루미늄 분말과 산화 철을 육각형 모양의 통 모양의 금속제 용기에 충전하였다. 직경 5cm, 길이 35cm, 중량 2kg으로 소형 소이탄이었으며, 34발이 수습되었지만 일정 고도에서 산산조각으로 낙하하였다. 원래는 독일의 콘크리트 건물을 파괴할 목적으로 만들어졌으나 목조 가옥에 적합했다.[3]

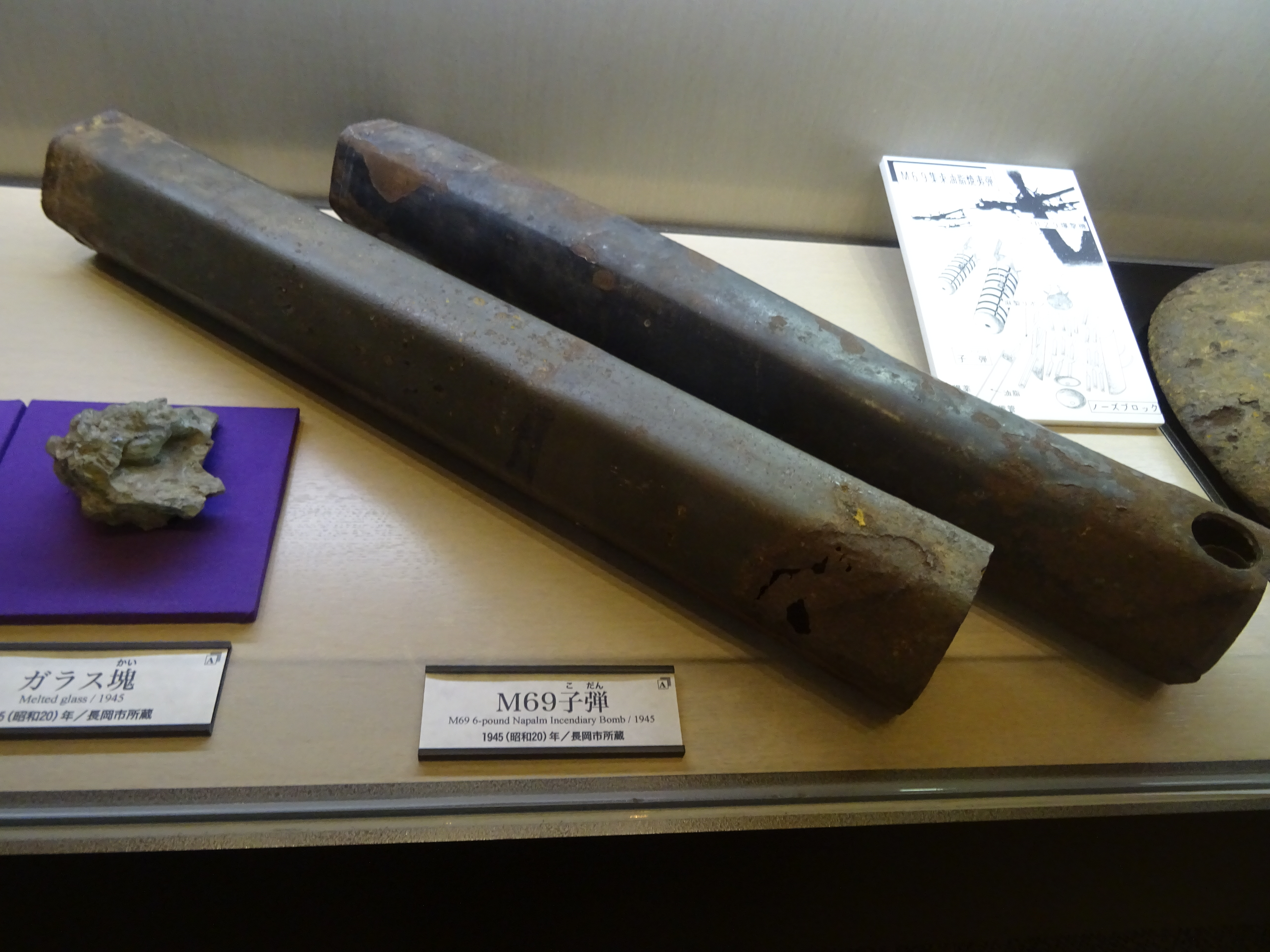
M69 소이탄 (니가타 현립 역사 박물관 소장)

- M69 소이탄 (니가타 현립 역사 박물관 소장)M69 소이탄(AN-M69). 6.2파운드(2.7kg) 네이팜탄. 1942년에 개발된 M56 꼬리 부분 점화식 폭탄의 개량형. 직경 8cm, 길이 50cm에, M50 소이탄과 마찬가지로 육각형의 금속제 용기에 젤리 상태의 네이팜제와 마그네슘이 충전되어 있었지만, 보통 38발이 수습되어 E46-500파운드 수습 폭탄(집속탄)으로서 투하되었다. 일정한 고도에서 산산조각이 났지만 다른 소이탄과의 차이점은 수평 안정판이 없고 대신 1.2m의 스트리머로 불리는 면으로 만든 리본이 낙하할 때 꼬리 부분에서 튀어 나와 자세 안정과 낙하 속도를 조절했다. 일본 가옥의 기와 지붕을 관통시키기 위해서는 격돌 시 속도를 너무 빨리 할 필요가 없었고 스트리머에 의한 감속으로 M50 소이탄의 1/4 속도로 억제됐다. 이 스트리머에 불이 붙어 타면서 낙하하는 일이 많았기 때문에, 마치 "불의 비"가 내리는 것처럼 보였다고 한다. 육각형의 금속제 용기가 건물의 지붕을 뚫고 나가면, 도화선이 작동해 5초 이내에 TNT 화약이 작렬하고, 그 후에 혼입된 마그네슘 입자에 의해서, 포대에 들어간 네이팜제를 점화해, 그 추력으로 육각형의 금속제 용기를 30미터 날려 반경 27미터의 불의 고리를 만들어 주위를 태워 버렸다. 내부에 들어 있는 젤리 모양의 네이팜제에서, 이 소이탄은 「goop bomb」(베트베트 폭탄)이라고 불리고 있었다.

미군은 M69 소이탄 개발에 있어서, 1943년 3월에 더그웨이 실험장(유타주)에서의 실전 비슷한 실험을 실시했다. 연습장에 일본식 가옥이 늘어선 시가지를 건설하고 그곳에서 소이탄의 연소 실험을 실시하는 대규모 실험이었지만 일본 가옥의 건축에 있어서는 일본계 사람이 많은 하와이에서 일부러 자재를 요청해 일본에 18년 거주한 건축가가 설계하는 공들인 것으로, 이렇게 지어진 일본 가옥군에는 일본 마을이라는 이름이 붙여졌다. M69 소이탄 네이팜제에 불탄 일본식 가옥은 일본 소방대를 정확히 재현한 소방대 장비로 쉽게 소화할 수 없어 일본에 최적의 소이탄으로 인정됐다.

### 독가스 살포 계획안

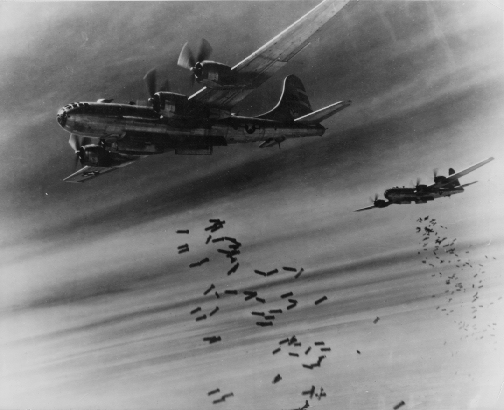
도쿄를 공습하고 있는 B-29 폭격기(1945년이지만 상세한 날짜는 불명)

연합국은 도쿄시에 효과적으로 독가스를 살포하기 위한 상세한 연구를 실시하고 있으며 살포하는 계절이나 기상조건을 시작으로 살포하는 가스를 검토해 머스타드 가스·포스겐 등이 후보로 거론되었다. 미 육군참모총장 조지 마셜은 우리가 당장 사용할 수 있어 미국인의 생명 손실이 틀림없이 줄어들 것이며 물리적으로 전쟁 종식을 앞당길 것이며 우리가 지금까지 사용하지 않은 유일한 무기는 독가스라고 말하기도 했다. 미국 육군은 머스타드 가스와 포스겐이 들어있는 다양한 크기의 항공 폭탄을 86,000발을 준비하는 계획도 추진 중이었다. 또 미군은 일본 농산물에 대한 유독 무기 사용도 계획하고 있었다. 1942년에 메릴랜드주 벨츠빌에 있는 미국 농무부 연구 본부에서 미 육군의 요청에 따라 일본의 특정 농산물을 말라 죽게 하는 생물학 무기가 되는 세균에 대한 연구가 개시되었다. 그러나 일본의 주요 농산물인 쌀과 고구마 등은 세균에 대해 매우 저항력이 강한 것으로 판명됐기 때문에 세균이 아닌 화학물질 살포를 실시하게 돼 실제로 일본 경작지대에 B-29로 원유와 폐유를 살포했지만 효과가 없었다. 검토가 더 진행돼 2,4-디클로로페녹시아세트산을 농작물 관개 용수에 살포하는 계획도 진행됐다.
인간을 상대로 사용하는 세균 무기 개발도 진행됐다. 탄저균을 충전하기 위한 폭탄 용기 100만 개가 발주돼 다운폴 작전까지는 그 배가 넘는 수의 탄저균이 충전된 폭탄이 생산될 계획이었다. 이들 생물 무기 및 화학 무기 사용에 대해 1944년 7월 더글러스 맥아더 대장 등과의 작전 회의를 위해 하와이로 향하는 프랭클린 루스벨트 대통령을 태운 중순양함 볼티모어함 내에서 격렬한 논란이 벌어졌다. 미국 육해군 최고사령관(대통령) 부참모장 윌리엄 리히는 "대통령 각하, 생화학무기 사용은 이제까지 내가 듣던 기독교의 윤리에도, 일반적으로 인정받고 있는 전쟁의 모든 법에도 위배되는 것입니다. 이건 적의 비전투원들에 대한 공격이 될 것입니다. 그 결과는 뻔해요. 우리가 쓰면 적도 사용하겠지요." 라고 루스벨트에 반대 의견을 밝혔지만 루스벨트는 부인도 긍정도 하지 않고 모호한 대답으로 일관했다고 한다. 결국 생물학 무기와 화학 무기가 사용되기도 전에 전쟁이 끝났다.

## 공습의 경과

### 배경
1942년 4월 18일 미군에 의한 첫 일본 본토 공습 시작됐다. 둘 리틀 공습에서 사용된 항공 모함의 B-25 폭격기로부터 도쿄도 첫 공습을 받아 아라카와 구 왕자 구, 이시카와 구, 우시고 메 구가에서 유아들을 포함한 일반 도민이 사망하였다. (사망자는 39명)
1943년 8월 27일 미국 육군 항공대 사령관 헨리 아놀드 장군은 일본에 대해 공중전을 계획하였다. 일본 도시 산업 지역에 대규모의 지속적인 폭격을 주장하였다. 이때 아놀드 장군은 과학 연구 개발국 장관 버니 바 부시에서 "방화 공격의 결정의 인도적 측면은 높은 수준에서 이뤄져야한다 "고 주의 해 있었지만, 아놀드 장군이 상층부에 계획 결정 요청을 한 기록은 없었다.

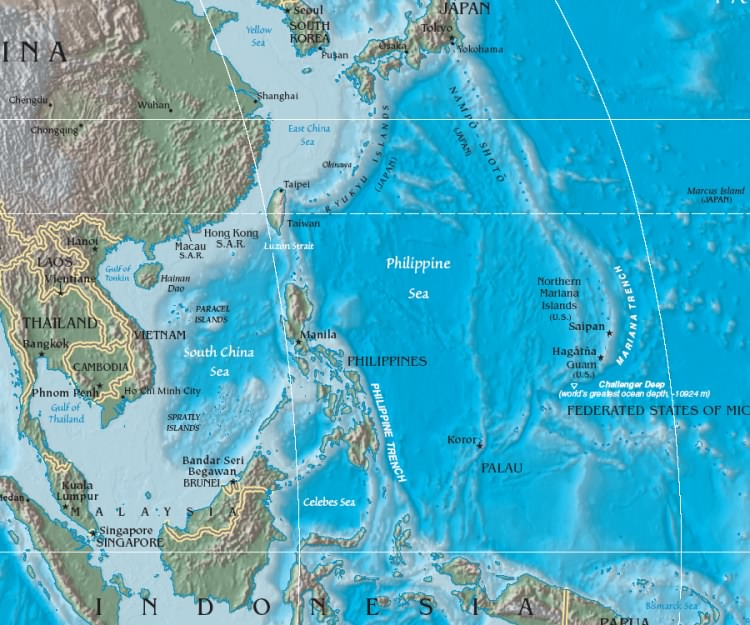
필리핀 해 (그림 중앙)의 동쪽에 위치한 마리아나 제도. 남쪽은 괌에서 북쪽으로는 오가사와라 제도가 있으며, 이즈 · 오가사와라 · 마리아나를 형성하고있다.

1944년 마리아나 · 팔라우 제도 전역에서 마리아나 제도에 진출한 미군은 6월 15일에 사이판 전투에서 사이판에 상륙한지 단 6일 후 아직 섬에서 격전이 이루어지는 동안 일본군이 조성한 선수 비행장을 점령하고 포 폭격으로 열려 있던 600 개의 탄착 구멍을 불과 24 시간 만에 매립했다. 그 다음날 P-47 전투기 부대를 진출시켰으며 도착 3일전에 사이판을 폭격 임무 중에 일본군에 격추되어 전사한 로버트 H · 이즈리 중령을 따서 콘로이 이즈리 비행장(현재 사이판 국제 공항 )이라 불렀다.비행장의 길이 · 폭를 크게 확장 공사를 실시하였으며 신예 폭격기 B-29의 운용이 가능한 비행장으로 가능케 했으며 10월 13일에 최초의 B-29가 이즈리 비행장에 착륙했다. 괌도 8월 10일에 괌 전투에서 미군이 점령하였으며 일본군이 조성 중이던 활주로를 이용하여 앤더슨 공군 기지 등 3곳의 비행장이 건설되고 8월 첫날 점령한 티니안 에도 하고이 비행장 (현 노스 필드 공항)과 웨스트 필드 비행장 (현재 티니안 국제 공항)이 건설되었다. 둘 리틀 공습 후 도쿄 공습은 끊어지고 있었지만, 이 거대한 기지의 건설로 B-29의 공격 거리에 도쿄를 포함한 일본 본토의 거의 전역이 들어가게되었다. 일본에서는 마리아나 제도 함락의 책임을 도조 내각에 요구했으며 1944년 7월 18일 내각 총사퇴했다.

### 샌 안토니오 작전
1944년 10월 12일 마리아나 제도에서 B-29를 운용하는 제21 폭격 집단이 신설됐고 사령관에는 제20 공군 참모장인 헤이우드 한셀 준장이 임명됐다. 한셀은 마리아나로 향하는 1진 B-29 1기에 탑승해 일찌감치 사이판 섬에 올랐다. 제20폭격기집단이 중국을 출격기지로 1944년 6월 15일부터 개시한 규슈 북부 폭격은 야와타 제철소 등 제철소를 주요 목표로 하였으나 지금까지의 폭격 효과를 분석한 결과 일본에 승리하기 위해서는 우선 항공기 공장을 파괴하는 것이 좋다는 결론이 나왔다. 당시 일본의 항공기 산업은 미쓰비시 중공업, 나카지마 비행기, 가와사키항공기공업 3개 사에서 80%의 점유율을 차지하고 있었으나 그 항공기 공장의 대부분이 도쿄, 나고야, 오사카 등의 대도시에 집중되어 있어 새로운 폭격 목표 1,000개소가 리스트업 되었지만 그 중에서는 3개 도시권의 항공기 공장이 최우선 목표가 되었다. 이어 도시 지역 시가지가 목표로 리스트업 됐는데 도시 지역은 주요 목표인 항공기 공장이 구름에 의해 육안으로 정밀 폭격을 할 수 없을 경우 구름 위에서 레이더폭격을 하기 위한 목표로 삼았다. 동시에 도시권 폭격에 대해서는 정밀 폭격 뿐만 아니라 소이탄 융단 폭격도 실시해 그 효과를 정밀 폭격 효과와 비교하는 임무도 부여됐다.따라서 미국군은 마리아나 제도에서 출격을 계기로 도시권에 대한 소이탄에 의한 무차별 폭격을 개시하게 되었다.

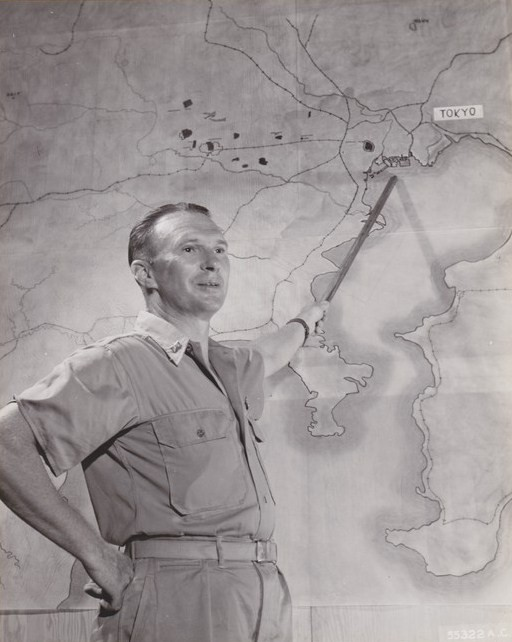
1944년 11월 브리핑에서 도쿄를 가리키는 제 21 폭격기 집단 사령관 헤이 우드 한셀 준장

1944년 11월 1일에 B-29 정찰형 F-13이 도쿄 로즈가 도루 이래 도쿄 상공을 비행했다. 일본군은 제도 최초 침입의 B-29를 격추하여 미군의 기선을 제압하려고 육해군 전투기 다수를 출격 시켰으나, 고도 10,000m 이상으로 비행하고 있었기 때문에 일본군 요격기는 도쿄로즈를 포착하지 못했다. 그중에는 접적에 성공한 일본군기도 있어 40분 이상 걸려 겨우 고도 11,400m에 이르러 동경장미를 목도했으나 동경장미는 더더욱 그 상공을 비행하고 있어 공격할 수 없어 유유히 해상으로 이탈해 갔다. 이 밖에도, 후전시 공채 모집 캠페인에도 사용된 요코하마 요요 등 총 3대가, B-29로서는 처음으로 도쿄 상공을 비행했다. 이들 항공기가 촬영한 7,000장의 정찰사진이 후에 도쿄 공습의 귀중한 자료가 되었다. 이후에도 F-13은 도쿄 첫 공습까지 17차례 정찰활동을 벌였지만 일본군이 격추시킨 F-13은 단 1대에 불과했다. 이날 밤 일본군은 연합군 병사를 위한 프로판간다 방송 제로아워에서 여성 아나운서 도쿄 로즈에게 도쿄에 첫 폭탄이 떨어지면 6시간 뒤 사이판의 미국인은 한 명도 살지 않을 것이라는 경고를 내렸지만 B-29의 도쿄 침입을 막는 것은 불가능한 것으로 밝혀졌다.
11월 11일로 예정됐던 도쿄 첫 공습은 날씨가 좋지 않아 연기되다가 24일에야 날씨가 겨우 풀려 B-29 111기가 각각 2.5t의 폭탄을 싣고 출격했다. 주요 목표는 나카지마 비행기의 무사시 제작소였다. 작전 명은 샌안토니오 1호 작전으로 붙여졌다. 1호기 돈트리스 도티에는 제73폭격항공단 사령 에메트 오도넬 준장이 올라타 기장을 밀치고 스스로 조종간을 잡았다. 도쿄 상공은 심한 날씨였는데, 특히 B-29 조종사를 놀라게 한 것이 고고도를 비행중 120노트(220/h)로 휩쓸고 있던 강풍이었다. 이는 나중에 제트기류인 것으로 판명됐으나 그 강풍을 탄 B-29는 대지속도가 720/h나 돼 목표에 도달하지 못하거나 고장으로 폭격을 단념하는 비행기가 속출했다. 이 제트기류는 이후에도 B-29를 괴롭혔다. 출격한 B-29 111기 중 주요 목표인 무사시 제작소에 도달한 것은 불과 24기로 노르덴 폭격조준기를 사용해 공장 시설에 한정 정밀 조준 폭격을 실시했지만, 투하한 폭탄이 목표에서 크게 빗나간 결과, 명중률은 2% 정도로 주요 목표인 공장 시설의 손해는 경미했다.주요 목표에 도달하지 못한 64기는 2차 목표인 항만 및 도쿄 시가지로 폭탄을 투탄했으나 이 중 35기가 구름 위에서의 레이더 폭격으로 정확성을 잃어 피해가 적고 사망자 57명과 부상자 75명이 발생했다.
동부군 사령부에는 오가사와라 제도에 설치된 레이더와 대공감시소로부터 속속 대편대 접근 첩보가 접수되자 명백히 도쿄 공습을 의도하고 있다고 판단했다. 예하 제10비행사단에 요격을 명령하고 정오 공습 경보를 발령했다. 요격에는 육군항공대 외에 제302해군항공대도 참가해 종연, 영전, 비연, 도룡, 달빛 등 다양한 100기 이상이, 도중에 17기가 회항 94기로 된 B-29에 덮쳤지만, B-29는 9,150m의 고고도에서 진행되어 왔기 때문에, 일본군기와 고사포탄의 대부분이 그 고도까지는 도달하지 못하고, 도쿄 최초 공습에서 첫 번째 공습으로 9150m의 고고도에서 예견된 B-29는 9m의 고도에서 저조하였다. 그래도 일본군은 진천 제공대의 미타 요시오 하사 무네요시의 몸부림으로 격추한 1기를 포함해 격추 5기, 손상 9기의 전과와 미귀환 6기를 보도했지만 미국측 기록에 따르면 몸으로 부딪친 손실 1기와 고장으로 인한 불시착수 1기 등 모두 2기가 손실됐다고 한다.
1944년 11월 29일 밤부터 30일 새벽까지 제73폭격항공단 소속 29대가 처음으로 도쿄 시가지에 야간폭격을 가했다. 명목상으로는 도쿄공업지대가 목표였지만 실제로는 '산 안토니오 1호 작전'이나 11월 27일에 행해진 '산 안토니오 2호 작전'과 달리 항공기 공장 등 특정 시설을 목표로 하지 않는 도쿄 시가지에 대한 무차별 소이탄 공격으로, 훗날 도쿄에 대한 대규모 소이탄 공격으로 통했다. 작전명은 「브루클린 1호 작전」이라고 붙여져 B-29는 11월 29일 22시 30분부터 11월 30일 5시 50분에 걸쳐 수차의 파상 공격으로 칸다구나 니혼바시구를 폭격해, 화재는 새벽까지 계속되었다. 10,000m의 고고도 폭격이지만, 이날 도쿄는 비가 내려 구름 위에서 레이더 폭격이 되고, 공격기수가 적었기 때문에 피해는 사망자 32명, 가옥 2,952호로 한정적이었지만, 일본군도 우천으로 제대로 요격하지 못해 B-29의 손실은 해롤드 M 한센 소령 지휘의 기체번호 42-65218기뿐이었다.

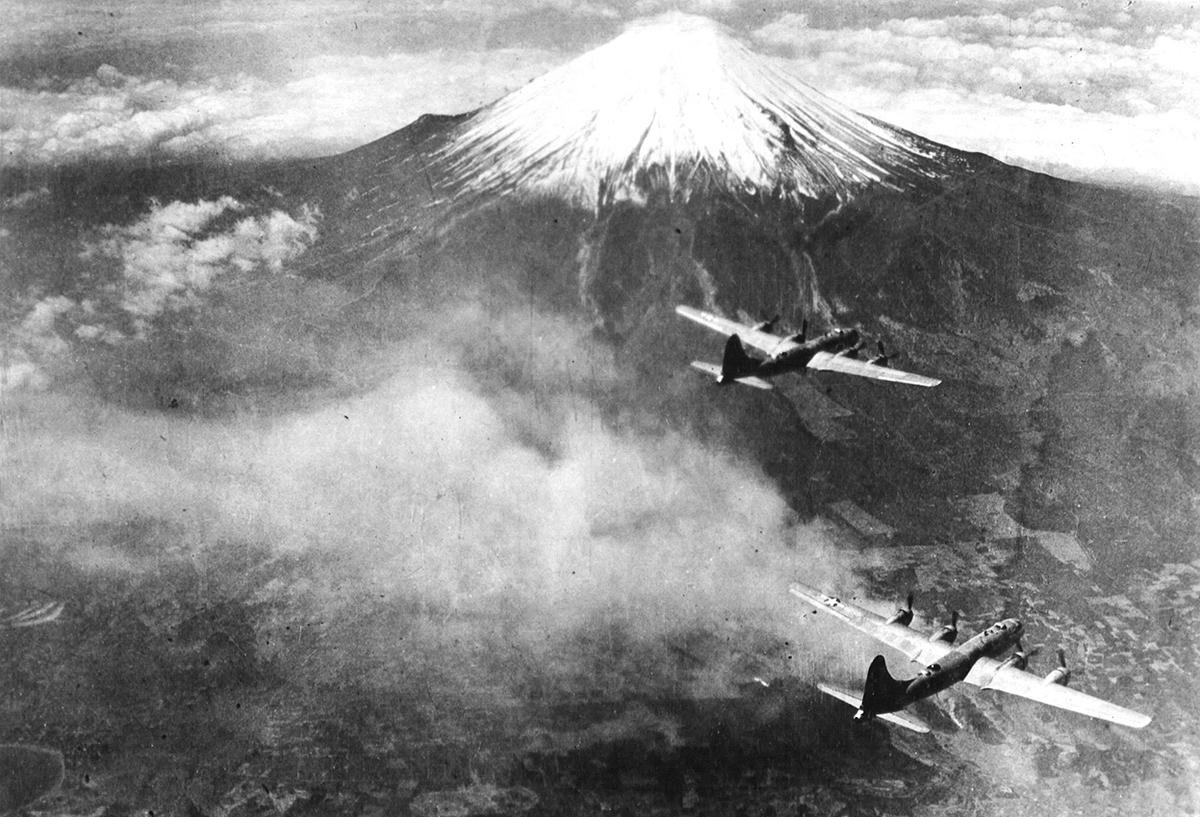
후지산을 내려다보면서 비행하는 B-29, 도쿄침입의 첫 번째 표시는 후지산이었다.

그 후도 12월 3일의 「산 안토니오 3호 작전」에서 주요 목표인 무사시 제작소를 폭격할 수 없었던 B-29가 스기나미구, 이타바시구 등의 시가지에 폭탄을 투탄해 사망자 184명이 발생했지만, 이와 같이 주요 목표는 항공기 공장 등의 군사 목표로 하면서, 주요 목표로 폭격할 수 없었던 B-29에 의한 시가지에 대한 폭격이 항상화되어, 1944년 연말까지 도쿄 시가지에는 10차례의 시가지에 대한 공습이 있었다. 한편 도쿄 이외에서의 항공기 공장에 대한 고고도 정밀폭격은 효과를 거두고 있어, 12월 13일의 B-29의 75대에 의한 나고야의 미츠비시 발동기 공장에 대한 공습(멤피스 1호 작전)은 8,000m에서 9,800m의 고고도 정밀폭격이었지만, 투하한 폭탄의 16%는 목표의 300m 이내에 명중, 공장설비 17%가 파괴되어 246명의 기술자와 월 생산자 1대가 파괴되었다. 12월 18일에도 재차 한셀은 나고야 폭격을 명했지만, 이번 목표는 미츠비시의 비행기 조립 공장이었다. 63대의 B-29는 목표가 대부분 구름으로 덮여 있어 지난번과 같은 8,000m에서 9,850m에 이르는 고고도 레이더폭격을 실시했으나 폭격정도는 높아 공장의 17%가 파괴되고 작업원 400명이 사상해 10일간 조업이 중단됐다. 이 2일간의 B-29의 손실은 합계 8기였다.
한셀에 의한 고고도 정밀폭격이 간신히 성과를 거두고 있을 무렵, 이 2차 나고야 공습과 같은 1944년 12월 18일에 제20폭격집단사령관 카티스 르메이 준장은 소이탄을 사용한 대도시 소이탄 무차별 폭격 실험으로서 일본군 점령하의 중국 한구 시가지에 대해 중국 청두기지를 출격한 84기의 B-29에 500t이나 되었다. 한커우는 이후 3일 동안 불타 시가의 50%를 잿더미로 만들었으며 한커우의 중국인 주민 20,000여명이 사망했다. 이 폭격으로 시가지에 대한 무차별 폭격의 유효성이 증명되면서 르메이는 자신감을 얻었고, 상관 아놀드는 르메이를 높이 평가하게 됐다.
한커우에서 소이탄에 의한 무차별 폭격의 효과가 크다고 판단한 제20공군은 참모장 로리스 노스타드 준장을 통해 한셀에게 나고야 시가에 대한 전면적인 소이탄에 의한 무차별 폭격을 지시했다. 한셀은 시가지에 대한 무차별 소이탄 폭격의 효과에 회의적이며, 아놀드에 대해 '우리의 임무는 주요한 군사, 공업목표에 대해 정밀 폭격을 실시하는 것이며, 시가지에 대한 소이탄 공격은 승복하기 어렵다'라고 편지를 써서 직접 항의했지만, 아놀드는 노스타드를 통해 소이탄에 의한 무차별 폭격은 어디까지나 실험이며 '앞날 계획의 필요성에서 나왔다.'라고 말하고, 한셀은 납득하지 않은 채 이듬해 1945년 1월 3일, 아놀드의 명령대로 나고야 시가지에 실험적인 소이탄 공격을 97 대의 B-29에 의해 실시했지만, 사망자 70 명, 부상자 346 명의 피해 호수 3,588 호와 피해는 제한적이며, 일본 측에 공습 두려움에 모자라는 안정감이 확산되었다
1944년 12월 27일 한셀은 올해 1년의 총괄을 "그 결과는 믿음직한 것이지만 우리가 요구하는 기준에 한참 뒤떨어져있다", "우리는 아직 초기 실험 단계에 있다. 우리는 배울 것이 많이 해결해야 할 많은 전략적이고 기술적인 문제를 안고있다. 그러나 우리의 실험의 일부는 만족까지는 가지 않더라도 기쁜 결과를 얻고 있으며, B-29는 위대한 전쟁 무기임을 입증했다."고 보도 관계자에게 발표했지만, 이 견해는 아놀드을 실망시켰다. 아놀드는 이미 B-29는 실험 단계를 마치고 전쟁 무기로서의 가치를 확립하고, 그것은 르메이 제 20 폭격 집단이 증명하고 있다고 생각했기 때문에 한셀의 견해와는 전혀 달랐다. 또한 아놀드는 한때 "나는 B-29가 약간 추락하는 것은 어쩔 수 없다고 생각한다. 그러나 공습 때마다 3기 또는 4기 손실되고있다. 이 상태에서 손실이 계속되면 그 수는 매우 큰 것으로 될 것이다. B-29 전투기와 중형 폭격기와 B-17 플라잉 포트리스처럼 다루어 안된다. B-29은 군함처럼 생각한다. 원인를 완전히 분석하지 않고 군함을 한꺼번에 3척, 4척 및 손실 할 수는 없다."고 한셀을 질책한 것도 있었다. 18만 달러의 B-17에 B-29의 조달 가격은 63만 달러로 비싼 기체였던에도 불구하고 올린 성과에 맞지 않는 큰 손해를 입은 한셀에 대한 불신 느낌도 있고, 예전부터 생각해 왔던대로 한셀을 경질 르메이에 B-29를 맡기기로 하고있다.
1945년 새해 첫날 아놀드는 한셀에게 경질 통보를 위해 참모장 노스타드를 마리아나에 파견하고 지휘권 이양 협의를 위해 르메이도 마리아나에게 날아가라고 명령했다. 이들은 서로를 잘 아는 사이로 노스타드는 제20공군 참모장을 한셀로부터 넘겨받았으며 둘은 개인적으로도 친했다. 르메이는 또 유럽 전선에서 한셀의 부하로 일하기도 했다. 3명과 각 막료들은 1월 7일 간략하게 협의했고 르메이는 일단 인도로 돌아갔다. 1945년 1월 20일 한셀을 경질하고 그 후임으로 중국에서 B-29를 운용해 온 르메이를 임명하는 정식 발령이 발령됐다. 제20폭격집단은 르메이 이임 후에는 쿠알라룸푸르로 사령부를 옮겨 일본 본토 폭격을 중지하고 소규모 폭격을 동남아의 일본군 기지로 계속했지만 1945년 3월에는 마지막까지 남아 있던 제58폭격단이 마리아나에 합류했다.
전후 한셀은 만약 내가 지휘를 계속했다면 대규모 지역폭격(무차별 폭격)을 가하지는 않았을 것이다. 자신의 파면은 정밀폭격에서 지역폭격으로의 정책전환의 결과이다」라고 말하고 있지만, 실제로는 한셀의 임기중에서도 어디까지나 주목표는 항공기 공장등의 군사적 목표로 하면서, 도쿄의 시가지에도 소이탄 공격을 가하거나 아놀드로부터의 압력이라고 해도, 시가지에의 무차별 폭격의 준비를 진행하여 실험적으로 실행하고 있었다.

### 미팅 하우스 작전

#### 1호 작전

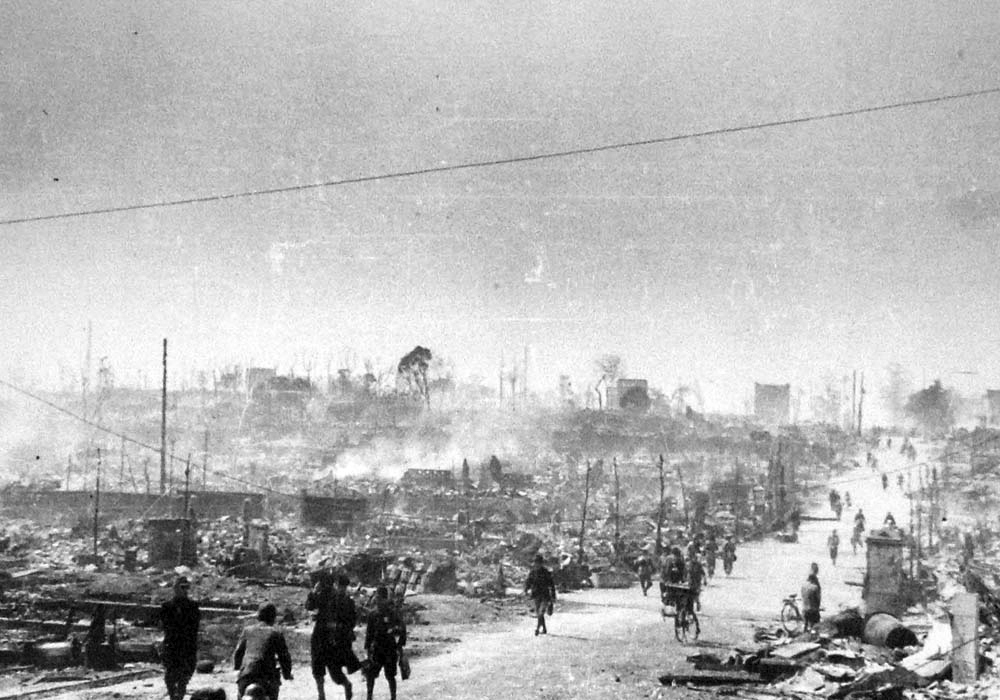
1945년 1월 27일 공습에 의해 황폐화된 마을. 이날 공습의 주요 목표는 나카지마 비행기 무사시 제작소였지만, 시가지도 폭격당했다.

1945년 1월 27일 B-29는 나카지마 비행기 무사시 제작소을 폭격하기 위해 76대가 출격했지만(엔킨 달러 3호 작전) 56대가 제2차 목표의 도쿄 시가지인 유라쿠쵸, 긴자지구를 폭격했다. 이 공습은 후에 "긴자 공습"으로 불렸고, 사망자 539명, 부상자 1,064명, 전파 가옥 823채 전체 반소 가옥 418채, 이재민 4,400명으로 지금까지 중 최대의 피해를 기록했다. 일본군도 격렬하게 요격하는, B-29격추 22대를 보도하면서 12대의 전투기를 잃었다. 미국군의 기록에서는 B-29의 손실은 9대였다.
1945년 2월 25일 당일에 열릴 미국 해군 고속 항모 부대의 함재기에 폭격과 연계하여 B-29는 나카지마 비행기 무사시 제작소를 고 고도 정밀 폭격할 계획이었지만 기상예보에서는 일본 혼슈 전역이 구름에 덮였고 눈의 정밀 폭격은 무리라고 판단했기 때문에 급히 폭격 목표를 무사시 제작소에서 도쿄 시가지로 변경하였다. 진로도 침입 고도도 그대로 무사시노 제작소 폭격을 답습했지만 사용 탄종의 9할에 소이탄이 도입됐다. "엔킨 달러 3호 작전"와 다른 점은 처음부터 B-29전기가 도쿄 시가지를 목표로 하고 소이탄 공격을 실시하는 것이었다.
작전명은 미팅 하우스 1호(Meetinghouse)으로 알려졌지만 이 미팅 하우스라는 것은 도쿄 시가지 중에서 표적 구역"연소 지구"로 지정한 지역의 암호명에서 1호라는 것은 그 목표에 대한 1차 공격을 의미했던. 미팅 하우스 1호 작전에서는 그것까지 최다인 229대가 출격하고 칸다 역을 중심으로 광범위를 소실시키고, 칸다 구 혼죠구, 요츠야구, 아카사카 구, 니혼바시구, 무카이지마구, 우시고 메카구, 아다치 구, 고지 마치 구, 혼고우구, 아라카와 구, 에도가와 구, 시부야 구, 이타 바시 구, 가쓰시카 구, 성동구, 후카가와 구, 도시마 구, 타키노 가와 구 아사쿠사 구, 시타야 구, 스기나미 구, 요도 바시 구 공습, 사망자 195명, 부상자 432명, 피해 가옥 20,681채와 인적 피해는 "긴자 공습"보다 적었으나 화재로 가옥의 손해는 큰 형. 미야기도 주마 료구 사합 숙소가 소이탄에 의해서 불타고 국, 오미야 어소, 치치브노 미야 저택 등이 피해를 당했다.
미팅 하우스 1호 작전은 날씨에 의한 목표의 급히 변경에 따른 것으로 공격 방법도 나중의 저공에서 시가지에 대한 무차별 소이탄 공격과는 전혀 다른 것이며 직접 관련이 없다, 이 날 출격한 B-29의 탑승원들에게도 특별한 설명 없이 어디까지나 지금까지 출격의 연장선 같은 인식이었다. 작전 중에는 항상 나쁜 날씨이며, 또 급히 작전 목표를 변경한 것도 있어서인지 B-29는 편대를 제대로 짜지 못하고 17대의 편대로 정연하게 폭격한 부대도 있으면 전혀 단기로 돌입한 계기도 있는 상황에서 전혀 통제가 되지 않았기 때문에 성과는 실망스러웠지만, 결과적으로는 3월 10일부터 시작되는 시가지에 대규모 무차별 소이탄 폭격의 예고가 되는 작전이 된. 악천후와 B-29의 통제가 되고 있지 않았던 부분, 일본군의 요격도 분산되면서 이날 B-29의 손실은 공중 충돌로 2대뿐이었다. 구름 위의 공습으로 많은 가옥이 소실된 것에 대해서 제대로 된 요격하지 못한 일본군은 도쿄 도민의 사이에 들끓고 있었다"군 방공 부탁이 못 된다."라는 감정을 억제하기 때문에 특히 악천후 상황 때에도 요격기가 출동할 수 있도록 레이더의 강화를 도모할 필요성을 요구하였다.
1945년 2월 26일부터 28일까지의 시기의 B-29에 의한 도쿄 공습은 낮에 8000미터 정도의 고 고도를 편대에서 맴돌며 놀뎅 폭격 조준기에 의한 목시 조준을 주요하고 악천후 때에는 구름보다 고공에서 레이더방향을 활용하는 정밀 폭격을 의도한 것이었다. 공장 등이 목표 때문에 사용 탄종도 소이탄이 아니라 통상 폭탄이 중심이었다. 공격대는 도쿄 서부에서 제트 기류에 따르고 침입하는 폭격을 하는 것이 통례로, 악천후로 공격 목표를 잡을 수 없는 경우에는 그대로 동진하고 시가지를 폭격하는 것이 있었다.

#### 2호 작전

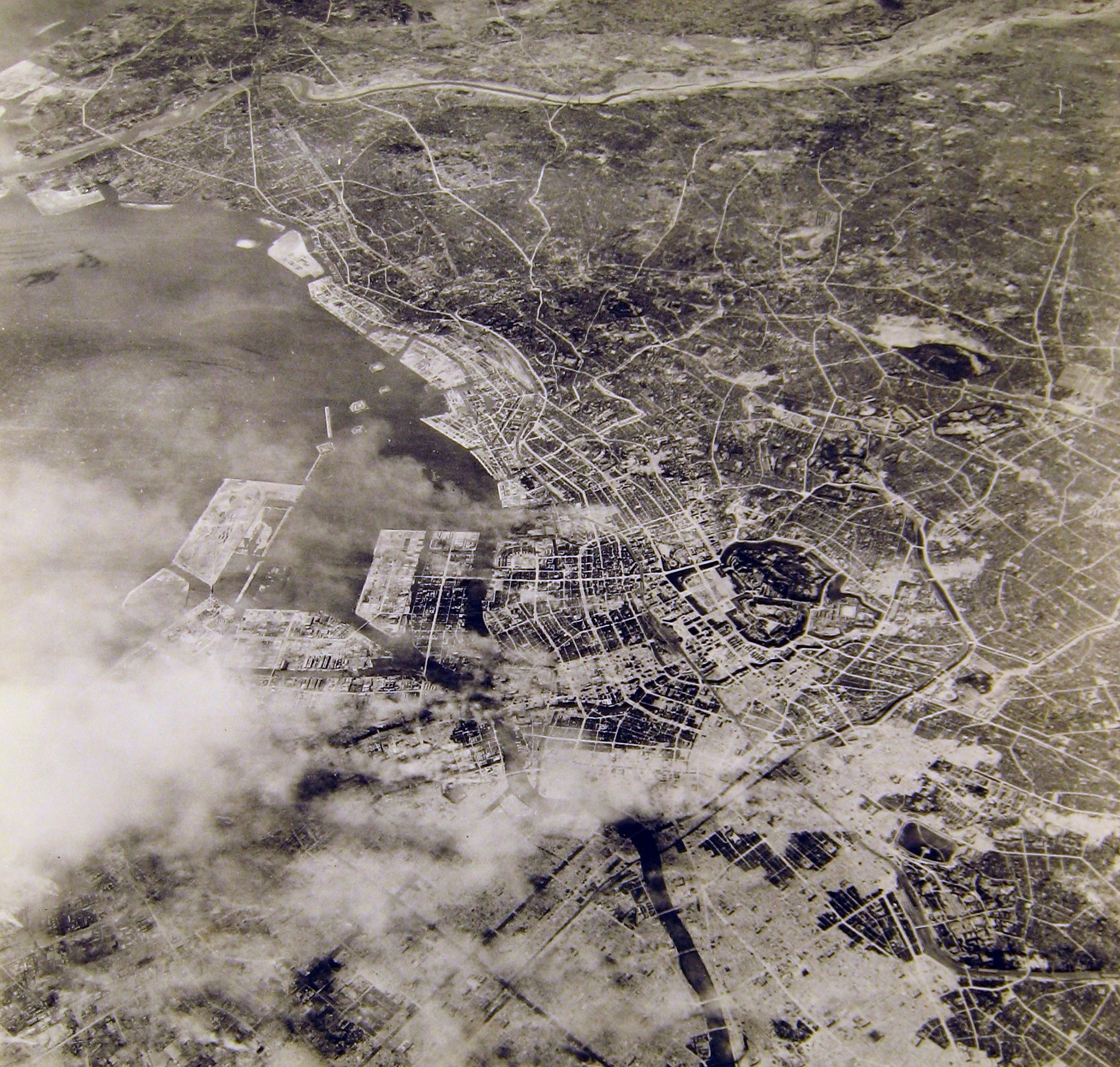
1945년 3월 10일 공습 직후인 낮 도쿄

1945년 1월 20일에 착임했다. 르메이도 고고도 낮 정밀 폭격은 미국 육군 항공대의 전통적 독트린인 전임자 한 셀의 방침을 답습했으나 공장에 대한 고고도 정밀 폭격은 거의 효과가 없고, 반대로 1월 23일 나고야의 미쓰비시 발동기 공장을 폭격(에러 디케 도 3호 작전)과 1월 27일에 간 나카지마 비행기 무사시 제작소에 대한 폭격(엔킨 달러 3호 작전)에서 합계 11대의 B-29를 잃는다는 비참한 결과로 끝났다. 1945년 2월까지 미군은 중국에서 출격에서 80대, 마리아나 제도에서 출격에서 78대, 합계 158대의 B-29를 잃고 있으며, 르메이는 시원치 못한 전과와 예상 외의 손실에 고민하던. 신뢰하던 르메이도 결과를 내지 못하는 일에 화가 치밀언 아놀드는 또 노 스터드를 마리아나에 파견하고 르메이를 "하고 보자. B-29에서 결과를 낸다. 결과가 나오지 않았다면, 너는 해고다", "결과가 나오지 않았다면, 최종적으로 대규모 일본 상륙 침공에 되었으며 50만명의 미국인의 목숨이 희생될지도 모른다 것이다"와 치열한 말로 질타한다.
아놀드에게 질타당한 르메이는 대담한 작전 방침 변경을 실시하기로 했다. 정찰 사진을 확인한 르메이는 독일 본토 폭격으로 시달린 고사 기관포가 일본에서는 거의 설치되지 않은 것을 깨달았다. 거기서 르메이는 폭격 고도를 과감히 고도 9,000m안팎의 높은 고도에서 3,000m이하로 낮추기로 했다. 고사 기관포가 적은 일본에서는 폭격 고도를 낮춰도 손실률은 안 오른다고 생각했기 때문이다. 그리고 폭격 고도를 낮춤으로써 아래의 이점이 상정되었다.
1. 제트 기류의 영향을 받지 않는 것. 평균 풍속 300km/h최대시에서는 500km/h에 달하는 제트 기류는 고도 10,000m정도에 가장 강하게 불고 있었으나, 마침 그 고도가 B-29에 의한 고고도 폭격 고도에 있어서 있었기 때문에 제트 기류에 역행할 때는 심할 때에는 대지 속도가 0이 되고 B-29이 공중에 떠는 연이나 다름없게 되어 있기도 했다
2. 동력 부하 경감으로 연료를 절약하는 많은 폭탄을 쌓기
3. 폭격의 정도가 현격히 향상하는 것. 미군은 탄도학에 근거로 정밀하게 계산하고 작성한 데이터 북을 사용하고 있었지만 고고도 폭격에서는 제트 기류의 영향도 있어 아무 도움도 되지 않으며 정밀 폭격의 정확도를 저하시키는 최대 요인이었던
4. 고고도 폭격에서는 날씨를 기다려야 했지만 폭격 고도를 낮추면 구름 밑을 비행하면 되고 출격 날짜를 증가할 수 있었다

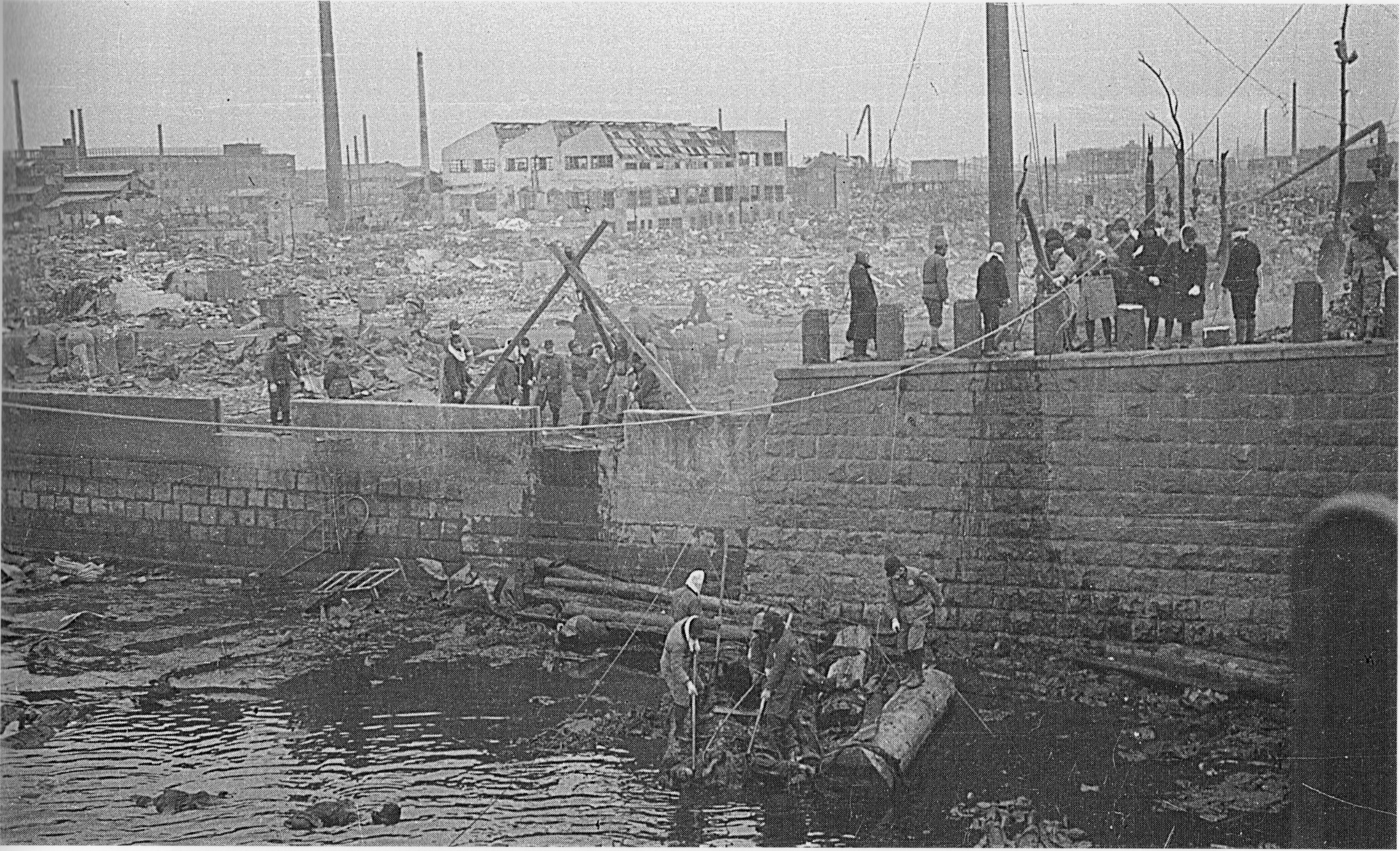
홍죠구 키 쿠가와 다리 부근에서 익사자의 시신의 인수 위(이시카와 미츠 하루 촬영)

루메이의 분석을 뒷받침하도록, 미군 정보부는 지금까지 일본 본토 공습을 검증하고, 1,500m이상에서는 일본군의 고사 기관포는 거의 효과가 없으며, 고사포는 3,000m이하의 고도가 레이더 조준의 명중률이 크게 떨어지고 있다는 것을 알아내폭격 고도는 1,500m에서 2,400m사이가 가장 효과가 높다고 분석했다.
그러나 저공에서는 일본군 전투기에 의한 요격이 강화되므로 야간 폭격했다. 야간 전투기가 충실했던 독일군과 비교하여 르메이는 일본군의 야간 전투기를 꽂고 위협이라고는 생각하지 않고, B-29 꼬리 총좌 이외의 방어 화기(선회 기관총)을 철거하는 폭탄 탑재량을 늘리기로 했다. 이 개조에 의한 경량화가 되어 폭탄 탑재를 지금까지의 작전의 탑재량의 2배 이상의 6톤으로, 편대은 방어 중시의 컴뱃 박스가 아니라 영국군이 독일 본토에 대한 야간 폭격으로 다용한 편대 선두 련도의 높은 패스파인더의 폭격으로 일어난 화재를 표시로서 1대씩 투탄한다는 트레일( 단종진)으로 변경한다.
"미팅 하우스 2호 작전" 로 불리던 1945년 3월 10일의 대공습(거리 대공습)는 전술한 초저고도·야간·소이탄 공격이라는 새 전술이 본격적으로 도입된 최초의 공습이었다. 그 목적은 목조 가옥이 대거 밀집했다 시타마치 시가지를 거기에 산재하는 도시 공장까지 불 태우는 데 있었다. 이 공격에 대해서 미국 군은 일본의 중소 기업이 군수 산업 생산 거점이 되고 있기 때문이라고 이유를 명시했다. 미군이 미팅 하우스 2호 작전의 실시를 3월 10일로 택한 이유는 연소 효과가 높은 바람의 강한 날과 기상 예보됐기 때문이다 르메이는 출격에 앞서서 부하의 탑승원에 "제군, 산소 마스크를 버린다"고 훈시하고 있다 이 르메이의 훈시에 군인이 난색을 보이자 르메이는 시가를 끊고 "무엇이든 좋으니 낮게 날라."라고 명령했다. 탑승원 중에서는 이러한 자살적인 작전에서는 공습 부대의 75%를 잃자 강경 반대한 막료에 대해서 르메이가 "그 이상으로 보충 요원을 부르면 그만 아닌가"라고 단언했다는 진위 불명의 소문도 퍼지면서 출격 전의 탑승원의 불안은 절정에 올랐던 미군의 참가 부대는 제73 제313 제314의 3개 폭격 항공단 그래서 325대의 B-29폭격기가 출격했다. 르메이는 이 출격에 있어서 작전기에 탑승하는 공중 지휘하는 것도 고려했지만, 이때 르메이는 원자 폭탄 개발 계획인 맨해튼 계획 개요를 들어 맞아 포로가 되고 심문할 위험을 생각하고 자신이 가장 신뢰하던 토머스 파워 （영어판 ）준장을 대신 출격시키기로 했다.

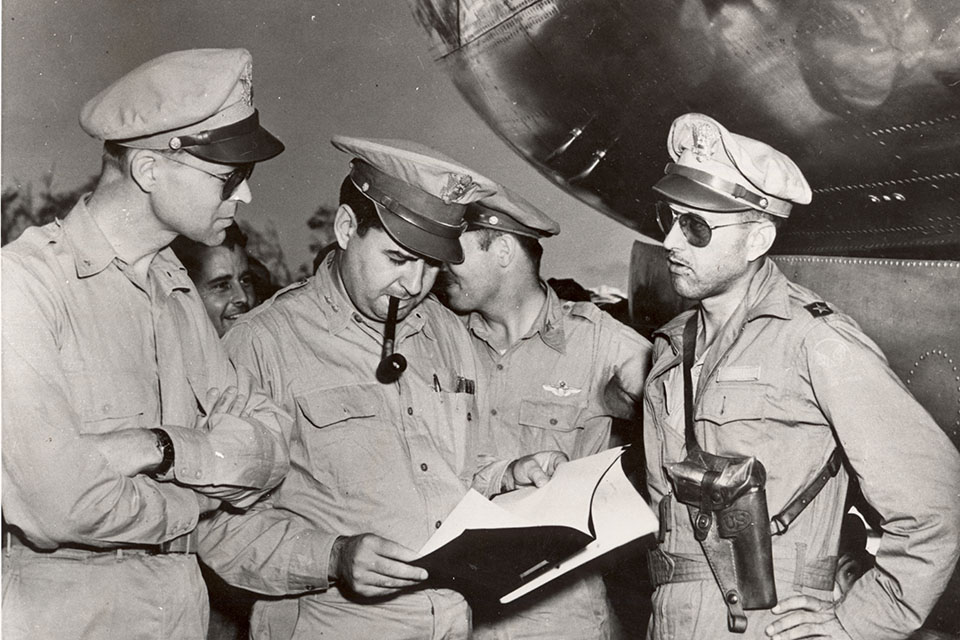
출격한 토머스 파워 준장(오른쪽)로부터 "미팅 하우스 2호 작전"의 보고를 받는 제20공군 참모장 로ー리스·노스 탓도 준장(왼쪽)과 커티스 르메이 소장(가운데)

본대에 앞서서 제73 제313편대에서 앞선 4대의 B-29이 보소 해안부근 해상에서 1시간 반에 걸쳐서 선회하면서 일본 본토에 접근하고 있는 본대를 무선 유도한. 이 날은 매우 강한 바람이 불었으며 일본군의 감시 레이더 초단파 경계기 을은 강풍으로 인한 거의 정상으로 기능하지 않아 강풍으로 인한 파손을 우려하고 제거도 검토했던 정도였다.. 레이더는 도움이 되지 않았지만 방공 감시 초소가 가 쓰우라 시남방에서 편 불명기(무선 유도를 위해서 선회하던 B-29)을 발견하고 일본 표준시9일 22시 30분에는 라디오 방송을 중단하고 경계 경보를 발령했으나 이윽고 적 편 불명의 비행기가 보소 반도바다로 퇴거한 것으로 경계 경보를 해제하고 말았다. 그러나 그 사이에 본대는 착착 도쿄에 접근하고 있으며, 9일 24시 정각에 보소 반도 최서단의 스자키대공 감시 초소가 B-29로 보이는 폭음을 청취했다고 보고 그 보고를 받은 제12야전군(일본군)가 정보를 검토 중인, 날짜가 바뀐 직후인 3월 10일 오전 0시 7분에 폭격이 시작됐다. 325기의 출격기 중 279대가 제일 목표의 도쿄 시가지 폭격에 성공했다, 0시 7분에
- 첫째 목표- 후카가와 구(현재의 강동구)
- 둘째 목표- 여기구(현재의 스미 다구)
- 세번째 목표- 아사쿠사 구(현재의 타이토 구)
- 네번째 목표- 니혼바시구(현재의 츄오구)

으로 초탄이 투하된 것을 시작으로, 성동구(현재의 강동구)에 폭격이 시작됐다. 공습 경보은 뒤늦게 발령되고 초탄 투하 8분 후의 0시 15분을 나타냈다. 일본군과 마찬가지로 많은 도쿄 도민도 허를 찔린 형태로 작가의 운노 쥬우자은 3월 10일의 일기에 "이 적, 보소에 들어가려 하고 들어가지 않고 선회 등 1시간 반 정도 머뭇거리는 것으로 졸리고 잠자리에 들어갔다"라고 쓰는 등 잠자리에 든 후에 B-29의 폭음으로 당황해서 벌떡 일어났다는 도민도 많았다.
출격 각기은 무장을 철거하고 소이탄을 대량 탑재한 것도 있어 이 공습으로 폭탄의 제어 투하탄량은 38만 1300발, 1,665톤이나 됐지만 그 전부가 소이탄이었던. 또"저공 진입"이라고 불리는 비행 법이 처음으로 대규모 실전에 도입됐다. 이 비행 법에서는 우선 선행하는 경로·파인더기(투하 유도기)에 의해서 초저공에서 일렉트론 소이탄을 던지편, 그 섬광은 공격 구역을 뒤따르는 본대에 전달하는 역할을 했다. 패스 파인더기는 이 날 때문에 3월 3일 5일 7일에 전투 임무로 출격하고 훈련을 반복해서 팔을 닦던. 그 본대의 폭격기 편대도 평소보다 저공으로 침입한 뒤 발화점으로 둘러싸인 영역을 향해서 집 속 소이탄 E46을 집중적으로 던지탄했다. 이 폭격의 착탄 밀도는 고공에서 폭격에 비해서 높은 것이었지만, 미군의 상정 이상의 대형 화재가 생기고 짙은 화재의 연기가 목표 상공을 뒤덮어 폭격을 개시하고 얼마 지났을 무렵에는 질서 있는 투수단과 하는 것은 탁상 공론에 불과하고 말았다.
0시 20분에는 시바구(현재의 미나토 구)에 대한 폭격도 개시되었다. 이 외, 시타야 구, 아다치 구, 칸다 구, 고지 마치 구, 니혼바시구, 혼고우구, 아라카와 구, 무카이지마구, 우시고 메카구, 코이 시카와 구, 쿄우 바시 구, 아자부 구, 아카사카 구, 가쓰시카 구, 타키노 가와 구, 세타가야 구, 도시마 구, 시부야 구, 이타 바시 구, 에도가와 구, 후카가와 구, 오오모리구가 피해를 당한. 재난 가운데 쇼와 천황의 첫 손자의 히가시 쿠니 노부히코이 방공호에서 탄생한 날이기도 했다.
일부에서는 폭격과 병행하여 선회 기관총에 의한 비전투원, 민간인에 대한 기총 소사도 열린. 일본 측 자료에서는 "미국 군사 기밀이 피난 경로를 끊도록 시가지의 원주부의 폭격한 뒤 중심에 포위된 시민을 소키살신 "이라고 증언하는 것이 있지만 그런 전술은 미군의 자료로는 확인할 수 없다. 미군의 작전 보고서에 따르면 목표가 연기로 안 보이는 것을 피하려고 바람 받는 동쪽에서 차례로 공격하라는 지시가 내려졌던. 체험자의 인상에 따른 오해와 생각된다. 발생한 대 화재에 의한 B-29의 탑승원은 한밤중에도 불구하고 손목 시계의 바늘을 읽었다 정도였다.. B-29이 폭격 구역에 들어서면 대낮처럼 밝았다만, 불의 바다 상공에 이르자 음울한 오렌지 색 빛으로 바뀌었다는. 다른 소이탄 폭격과 엄청난 피해를 가져오게 한 최대의 원인은 일본 대지진때도 발생한 화재 돌풍가 대규모로 발생한 때문이었지만 폭격했던 B-29도 화재 돌풍에 의한 형 난기류에 휘말렸다. 사나운 기류 속에서 기체의 안정을 유지하는 것은 무리에서 깨어나면 고도가 1,500m이상 올랐던. 개중에는 기체가 일전한 계기도 있고 탑승원은 전원 부상하고 안면을 통타 하고 앞니를 잃은 것도 있었다. 너무 기체가 오르내리는 것으로 착용하고 있던 방탄복에 얼굴을 몇번이나 얻어맞고 마지막에는 전원이 방탄복을 벗어 방석 대신으로 엉덩이 밑에 깔고 있다. 그리고 사람이 타는 냄새는 B-29속에도 충만했으며 탑승원은 답답한 노릇이었다.
유도기에 탑승한 힘은 "마치 대초원의 들불처럼 번지고 있다.지상 포화는 산발적.전투기의 반격 없이."와 실황 보고하고 있다. 공습 때 도쿄를 일정 시간마다 하늘에서 스케치 하는 고도 1만미터에 머물던 B-29에 대해서, 르메이는 귀환 후 그 스케치를 만족스럽게 받자"이 공습이 성공하면 전쟁은 곧 종결하다. 이는 천황도 예상할 수 없는 "이라고 말했다.

##### 피해 규모
당시 경시청의 조사에서 피해자 수는 다음과 같다.
- 사망 : 83,793 명
- 부상자 : 40,918 명
- 이재민 : 1,008,005 명
- 피해 주택 : 268,358 호

인적 피해의 실수는 이것보다 더 많은 사망자 약 8 만 -10 만 부상 4 만 -11 만명이라고도 한다. 위 경시청의 피해 수는 조기에 시체가 거두어 사람을 포함하지 않고, 또한 그 이외에도 실종자가 수만 명 규모로 존재한다. 민간 단체와 신문사의 조사에서는 사망 · 실종자는 10 만명 이상으로 알려져 있으며 단일 공습에 의한 희생자 수는 세계 사상 최대이다. 부모를 잃은 전재 고아 가 대량으로 발생했다. 외국인 및 외지 출신의 피해 자세한 것은 불명.
또 당시 도쿄에 거주하던 조선인 97632 명 중 전재는 41300 명으로 사망자는 1 만 명을 가볍게 넘어 설 것으로 전망된다.
이 공습으로 하룻밤 사이에 도쿄 시내의東半부, 실로 도쿄 35 구의 3 분의 1 이상의 면적에 해당하는 약 41 평방 킬로미터가 소실되었다. 폭격에 의한 화재의 연기는 고도 1 만 5000 미터의 성층권까지 도달 초속 100 미터라는 토네이도 수준의 폭풍이 휘몰아 화산 대폭발을 방불케 했다. 오전 2시 37 분에는 미국 군기 퇴각하여 공습 경보는 해제되었지만 상상할 수 없는 대규모 화재 소화 작업도 만족스럽게 수행되지 않았기 때문에 10 일 밤까지 계속되었다. 당시 도쿄의 소방 시스템은 충실하고 있어, 도쿄 공습에 대비, 학생 등으로부터 급히 채용된 젊은 소방관을 포함한 8,100 명의 훈련된 소방관에 1,117 대의 소방차가 배치되어 있으며, 그 중 716 대가 동화되어 있었다. 방화의 저수조와 무덤 펌프, 물통도 다수 주거 지역에 설치되어 있었다. 그러나 발생한 화재 규모는 예상을 훨씬 넘어 소방 시스템은 공습 개시 30분 만에 빠르게 기능부전에 빠져 95대의 소방차가 파괴되고 125명의 소방관이 순직했다.
그날 밤의 겨울 형 기압 배치는 기상 조건에 의한 강한 계절풍 (소위空風)는 화재의 확대에 큰 영향을 미쳤다. 강한 북서 계절풍에 의해 불기운이 부추 겨 연소가 촉진되고 규모가 큰 비화도 다발하고 특히 교외 지역을 포함한 성동 지역과 에도가와 구에서 소실 지역을 확대하는 요인이 되었다. 또한 후속 미군 편대가 폭격 범위를 비 화염 지역까지 점차 넓혀 당초 투자 예정 지역이 아니었다 아라카와 방수로 주변과 바깥 아다치 구 이나 카츠 시카 구, 에도가와 구의 일부 당시 아직 농촌 지역이었던 지역의 마을을 포함한 지역까지 소이탄의 실제 투자 범위가 확대 됨으로써 피해가 확대되었다. 이것은 초기에 대형 화재가 발생한 투자 예정 지역의 상공에서는 화재에 따른 강풍이 생겼기 때문에 저공 조종하기가 어려워 졌기 때문이기도 했다.
폭격 시에는 화염에서 벗어나려고 스미다가와 아라카와에 걸려있는 많은 다리와 타지 않는 듯했다 철근 콘크리트 조 학교 등으로 대피 한 사람도 많았다. 그러나 화재의 규모가 상식을 뛰어 넘는 것이었다 때문에 곳곳에서 거대한 화재 선풍이 발생 사방 용와 같이 불꽃이 흘러거나 주요 거리 일제히 '불똥 강'으로 전락했다. 따라서 피난을하면서도 이러한 화염에 감겨焼死했다 사람들과 화염에 산소를 빼앗겨 질식 에 의해 목숨을 빼앗긴 사람들도 많았다. 소이는 건축물 등의 목표를 태워 버릴 수있는 무기이지만,이 공습으로 사용된 소이탄은 작은 아이 탄이 분리 대량으로 쏟아지는 때문에 피난민으로 붐비는 거리에 대량으로 쏟아져 아이를 업은 엄마와 하늘을 올려다 본 인간의 머리 · 목 · 허리에 꽂혀 즉사시키고 그대로 폭발적인 타 오르고 주위의 사람들을 연루하는 처참한 상황이 다수 발생했다. 또한 강도 수면은 소이탄 휘발유 등 기름에 의해 불이 마치 '타오르는 강'으로 변해 수중에 피해도 겨울철의 낮은 수온 때문에 동사하는 사람들도 많고, 다음날 아침 스미다 강 · 아라카와 방수로 등 는焼死· 동사 · 익사 자에 강물이 범람했다. 이 물을 찾아 스미다 강에서 도심과 도쿄에도가와 방면으로 피난 한 집단 사고 비율은 높았다 반면 내륙, 햇빛 가도 · 토부 이세 사키 선 을 따라 카스 카베 · 후루카와 방면으로 탈출 한 사람들은 생존자가 많았다.
일본 총리대신 고이소 구니아키(小井關昭, 고이소 내각)는 이 공습을 '가장 잔혹하고 야만스러운 미국인'이라고 맹비난하고 국민에 대해서는 '도민은 공습을 두려워하지 말고 더욱더 일치단결하여 분발하여 황도 비호의 대임을 완수하라'고 촉구했다.라디오도쿄는 공습을 학살이라고 단정하고 르메이를 현대의 로마 황제 네로에 비유하며 도쿄의 주택가와 상업가를 둘러싼 불길의 바다는 황제 네로에 의한 로마 대화재의 대학살을 방불케 한다고 보도했다.이 참화는 지금부터 일본 전 국토로 확산되어 가게 되어, 르메이는, 그 후도 3월 11일, B-29의 310기로 나고야(나고야 대공습), 3월 13일, 295기로 오사카(오사카 대공습), 3월 16일, 331기로 고베(고베 대공습), 3월 18일, 310기로 다시 나고야를 도쿄 대공습과 같이, 야간 저공에서의 M69소공.일본 전역에 피해가 확산되자 일본 언론들은 르메이에 대한 설전을 더욱 격화시켰고, 아사히신문 등은 "원흉 르메, 생각해라"라는 기사에서 "창을 쳤군, 커티스 르메", "폭폭전문, 하열한 적장", "기학성 정신이상자인 너는 불타는 도쿄의 모습에 혀를 핥으며 광희하고 있다. 이 신문도 비방하고 있는 한, 우리는 불타는 도쿄의 모습에 혀를 핥아먹어야 할 것임에 틀림없다." "어봐야 한다.

##### 일본군에 의한 요격
보소반도 남단 스자키감시창이 B-29로 보이는 폭음을 확인하고 황급히 제12방면군 사령부에 보고했지만 불과 몇 분 뒤인 0시 8분에는 도쿄 동부가 소이탄 공격을 받는 바람에 공습경보는 공습이 개시된 뒤 0시 15분으로 진행됐고 시민들의 대피도 일본군의 요격도 제대로 하지 못했다. 그런데도, 제10 비행 사단의 비행 제23전대(1식전 「매」), 비행 제53전대(2식 복전 「도룡」), 비행 제70전대(2식전 「종호」)의 합계 42대와 해군의 제302 해군 항공대에서 달빛 4대가 출격해, 육군의 고사포 부대(고사 1사단)와의 전과를 합해 B-29기, 격추했다.미군 측의 기록에서도 B-29 14기가 손실되어 지금까지의 폭격 임무에서 최대급의 손실이 되었지만, 그 극적인 성과와 비교하면 결코 큰 손실이 아니었다. 출격 때 르메이에 불만을 품었던 B-29 탑승원들도 예상 밖의 손해가 적었고 르메이의 전술 변경이 옳았다는 후문이다.
손실의 내역은 일본군의 대공 화기에 격추 2 기 사고 1 대, 기타 4 대 (3 기가 연료 부족 추락, 1 대 불명) 7 기 때문에 미확인 (lost to unknown reasons)로되어있다. 원인 불명의 7 기는 모든 연락이 없는 채 행방 불명이 된機이지만  이날 출격하고 무사 귀환 한 B-29 승무원에서 도쿄 상공에서는 총 7 대의 B- 29가 격추되었다는보고가있다  또한 행방 불명되어 있던 1 기 대해서는 조시 케이프 상공에서 4 개의探照灯에 포착 돼 크고 작은 대공 화기의 사격에 격추되었다는 상세한보고가 있었에도 불구하고, 원인 불명의 손실 된  이날 일본군에 의해 격추 된 것으로 판정 된 것은 도쿄 상공에서 대공 화기로 격추 된 1 대와, 대공 화기 손상에 불시착 물 한 승무원 전원이 구조 된 1 대의 총 2기만에 그쳤다. 당시 미군은 일본군의 공격 (Enemy Action)에 의한 손실로 인정하려면 상당히 확증이 필요하며, 그렇지는 미지 (내지 미확인)의 원인 (lost to unknown reasons 또는 causes)하는 관습이었다 때문에 원인 불명의 손실이 증가하는 경향이 있었다.
이날은 고사포에 의한 전과가 두드러지고 있다. 높은 고도 정밀 폭격시는 수적으로는 일본의 고사포 전력의 주력을 담당하고 있던 최대 사정 고도 9,100m의 88 식 일곱 센치 야전 고사포 와 10,000m의 구구단 식 여덟 센티미터 고사포는 고도 8,000m 이상에서 폭격했다. B-29에 대해서는 사정 높은 부족이며, 조금이라도 고급을 벌기 위해 일본 극장 이나 료 고쿠 국 기관의 옥상 등에 설치된 좀처럼 파악하지 못하고 일본 국민에서 "맞지 않는 고사포"라고 욕을 했다. 그러나 르메이에 의한 전략 변경에 의해 B-29의 폭격 고도가 낮아져 일본군의 고사포는 B-29를 파악할 수 있게 되었다. 고사 제 1 사단에 있던 아라이健之대위 (후에 탐론 사장)은 "아니 사실은 알려져있는 정도는 아니다. 특히 고도가 낮을 때는 꽤 맞았다. 사실 고사포가 떨어 뜨린 것인데 방공 전투기의 전과 되어있는 것이 꽤있다. 이제 와서해도 어쩔 수 없지만 3월 10일의 변두리 대공습 때 등 화재에 조명하면서 저공 비행 적기를 상당수 격추했다 "고 발언하고있다. 요요 기 공원 에 있던 고사포 진지에서 맞은 고사포 잘 명중했다는 시민의 증언도 있다. 고사 포탄이 명중 한 B-29는 빨갛게 타면서 그 거체가 아오야마 상공 정도로 폭발 해 산산조각 있었다. 일본군 전투기에 의한 요격을 과소 평가하고 있었다. 르메이도 고사포에 대해 상당히 경계하고 있었다.

### 이후 도쿄 공습
미팅 하우스 2호의 약 1개월 후인 4월 13일에 도쿄에 대규모 소이탄 공격이 계획되었다.이번에는 시가지에 대한 무차별 폭격이 아니라 목표는 도쿄 제1육군조병창, 도쿄 제2육군조병창을 포함한 무기공장군으로 구분되었지만 목표 중에는 '공장 작업원의 주거'도 포함하도록 되어 있어 결국 시가지에 대한 무차별 소이탄 공격이었다.작전명은 조병창군을 포함한 목표구역의 암호명을 따서 퍼디션작전으로 지었다.327기의 B-29가 출격해 [114], 3월10일의 공습을 웃도는 2,119톤의 폭탄이 지금까지의 공습에서 최장인 3시간에 걸쳐 투하되었는데, 그 중 96.1%가 소이탄이었고, 11.4평방마일(29.5km2)이 소실되었다.공습에 의해 병기공장군에 큰 피해가 있었으며, 황궁의 일부와 오미야고쇼(大宮御所)와 메이지신궁(明治神宮)에도 피해가 있었다. 신주쿠교엔에는 화재를 피하려는 시민들이 몰렸으나 수위가 문을 굳게 닫고 교엔 안으로 시민을 들이지 않았다.시민 중 한 명이 왜 들어갈 수 없느냐고 따지자 수위가 천황 폐하의 고구마가 심어져 있다고 대답하는 바람에 격앙된 시민들이 문을 때려부수었고 결국 문은 개방돼 많은 시민이 어원 안으로 피신하고 있다.
황궁 등에 피해가 있었던 것에 대해서, 아나미 고레키 육군대신과 우메즈 미지로 육군 참모총장이 궁중에 참내해 쇼와 천황에게 사죄를 말했지만, 쇼와 천황으로부터는 「41기의 격추를 보도한 전과에 대한 가상의 말이 있었다」라고 한다. 이날 B-29 비행기의 피해는 미군 기록에 따르면 일곱 대였다.
오키나와전이 개시되자 규슈의 각 항공기지에서 출격한 특공기에 미 해군은 큰 피해를 입었기 때문에 미 태평양함대 사령장관 겸 태평양전역 최고사령관 체스터 니미츠의 강력한 요청에 따라 4월 초순부터 총 2,000대의 B-29가 도시의 무차별 폭격임무에서 특공기 출격기지인 규슈의 비행장 폭격임무로 바뀌었다. 특공 출격 기지에 대한 폭격은 1 개월 이상 진행됐지만 결국 B-29 비행장 시설을 파괴했을뿐, 특공에 큰 피해를 줄 수없고, 특공 의한 미국 해군의 손해는 더욱 확대 해 갔다. 그 후, 오키나와 비행장이 정비되어 전술 작전 담당 폭격기 등이 배치 된 것도 있고, 5월 11일에는 B-29는 본래의 전략 폭격 임무에 복귀했지만 그동안은 대도시권에 대한 무 차별 소이탄 공격은 중단되었다.
전략 폭격이 중단되는 동안, 영국령 인도에 전개하고 있던 제 20 폭격 집단의 제 58 폭격 비행단이 마리아나에 합류 해 제 21 폭격기 집단 은 4 개 비행단이 있었다. B-29의 배포도 순조롭고 5 월부터 6 월까지 상시 400 대의 B-29이 전력 출격있는 충분한 양의 소이탄과 항공 연료가 준비되어 실행 기계도 항상 400 대 이상을 갖추고 있었다. 르메이는 충실한 전력으로 도시권에 무차별 소이탄 공격을 강화하고 5월 14일 주간에 529 대, 5월 16일 야간에 522 대에서 나고야를 폭격 ( 나고야 공습 ) 높은 고도 정밀 폭격은 큰 손해를주지 않았다 나고야 도시와 공장에 막대한 피해를주고 완전히 파괴 해 버렸다. 소이로 소실 된 건물 속에는 나고야 도 포함되어 있었다.
미팅하우스 2호와 그 후 폭격으로 큰 손해를 보았던 도쿄에도 총마무리로 최대 규모의 소이탄 공격이 계획된다.지금까지는 미팅 하우스나 퍼디션 등 목표 구역의 암호명에 준거한 작전명이 붙여져 있었지만, 총 마무리 공습이라는 의미 때문인지, 목표 구역은 "도쿄 시가지"로 되어 암호명으로 불리지도 않고, 특별한 작전명도 붙지 않았다.
5월 24일 새벽 B-29가 558대, 5월 25일 밤 B-29가 498대 등 3월 10일 미팅하우스 2호를 웃도는 대병력이 마무리 소이탄 공격에 투입됐다.투하한 폭탄은 모두 소이탄이었으며, 5월 23일 3,645톤, 5월 25일 3,262톤이 투하되었다.이는 지난 10일 투하된 1,665t의 4배에 가까운 물량이다.
1945년 (쇼와 20년) 4월 13일 이후의 주요 공습에 의한 도쿄의 피해 상황
|           | 4월 13일 (임무 번호 56 번) | 5월 24일 (임무 번호 181 번) | 5월 25일 (임무 번호 183 번) |
| --------- | -------------------------- | --------------------------- | --------------------------- |
| 사망자    | 2,459 명                   | 762 명                      | 3,651 명                    |
| 부상자    | 4,746 명                   | 4,130 명                    | 17,899 명                   |
| 피해 주택 | 200,277 호                 | 64,487 호                   | 165,545 호                  |
| 이재자    | 666,986 명                 | 224,601 명                  | 620,125 명                  |

미팅 하우스 2 호 때보 사상자가 훨씬 적었다는 3월 10일에는 경계 경보가 해제 된 후에 폭격이 시작되고 공습 경보 발령이 첫 번째 폭탄이 투하 된 지 7 분 후와 늦은 대해  4월 13일 경계 경보 발령이 오후 10시 44 분 B-29의 폭격 시작이 오후 10시 57 분 공습 경보가 오후 11시와 경계 경보 해제는 없었지만 전회에 계속해 공습 경보가 3 분 늦게 있었지만  이후 5월 24일 경계 경보 발령이 오전 1시 5 분, 공습 경보가 오전 1시 36 분 B-29 폭격 시작이 오전 1시 39 분  5월 25일 경계 경보 발령이 오후 10시 2 분, 공습 경보가 10시 22 분 B-29의 폭격 시작이 오후 10시 38 분  공습 시작 전에 공습 경보가 발령 할 것이나, 피난 이 진행된 것으로 시민들이 소방보다 피난을 우선하게 된 것을들 수있다. 도쿄 인원 피난은 1944년 3월 3일에 도조 내각각의 결정했다. "일반 피난 촉진 요강"에 따라 진행되어 1944년 2월에 6,658,162 명이었다. 도쿄의 인구는 1945년 2월에는 4,986,600 명 (1944년 2월 대비 75%)까지 감소했다. 3월 10일의 소이탄 공격 후, 도쿄도는 또한 피난을 추진하기로하고 3월 13일부터 4월 4일 약 1 개월 만에 82 만명, 4월 13일의 공습 후 더 60 만 명, 5월 25일의 공습 후에는 77 만 명을 지방으로 전출시켰다. 따라서 1945년 5월의 인구는 3,286,010 명으로 1944년 2월 대비 절반, 6 월에는 2,537,848 명 (동 39%)까지 줄었다. 그래도 남은 도민은 잿더미에 초막을 짓고 방공호에서 생활하는 사람도 있었다.
소실 면적은 2 일 동안 총 22.1 평방 마일 (57.2 km 2 )에 이르러, 1945년 2월 19일, 2월 25일, 3월 10일 3 회 공습으로 소실 한 16.8 평방 마일 (43.5 km 2 )를 웃돌았다. 그리고 이틀 분을 포함한 도쿄의 공습으로 소실 면적은 56.3 평방 마일 (145.8 km 2 )로 녹지와 건물이 드문 드문 지역을 제외하고 미군이 도쿄 시내로 판정했다 110.8 평방 마일 ( 286.9 km 2 )의 50.8 %를 태워 적이되었다. 이미 도쿄, 나고야, 오사카, 요코하마, 가와사키 등의 주요 도시와 마찬가지로 파괴 다하 판정 된 주요 폭격 목록의 목표에서 제외되게되었다.
1945년 5월 25일의 공습 때는 지금까지 미군이 의도적으로 공격을 삼가온 황궁의 한조몬에 소이탄을 오폭해 문과 위병사를 파괴했다. 소이탄에 의한 화재는 표궁전에서 안쪽 궁전으로 연소되어 소방대만으로는 진화하기 어려웠기 때문에 근위사단도 화재를 진압했지만 불길이 약해지지 않아 황궁 내 건물의 28,520m2 중 18,239m2를 소실하고 4시간 만에 진화되었다. 고몬고 부속고로 피난해 있던 쇼와 천황과 고준 황후는 무사했지만, 궁내성 직원 등 34명과 근위 사단 병사 21명이 사망했다. 또한 이날에는 스즈키 간타로 총리의 총리관저도 소실되어 스즈키는 방공호로 대피했으나 방공호에서 황궁이 불타고 있는 것을 확인하자 방공호 지붕에 올라 눈물을 닦으며 불타는 황궁을 배례하고 있다. 또한 아나미 고레키 육군대신이 책임을 지고 사직서를 제출했으나 쇼와천황이 위류했기 때문에 만류했다. 궁은 1945년 7월 20일 원자폭탄 투하 연습으로 전국 각지에 투하된 펌프킨 폭탄의 목표가 됐다. 펌프킨 폭탄 투하 훈련을 위해 이날 도쿄를 비행 중이던 클로드 이저리 소령 직통형 플래시 호에서 부항공 기관사인 잭 비반스의 제안에 따라 쇼와 일왕을 살해하기 위해 공격이 금지됐던 황궁을 목표로 삼기로 결정했다. 그러나 왕궁 상공에는 구름이 끼어 레이더 조준폭격이 이뤄졌기 때문에 펌프킨 폭탄은 야에스 출구 쪽 왕궁 해자에 맞아 사망자 1명과 부상자 62명을 냈다. 일본 라디오 방송을 통해 황궁 폭격 사실을 알게 된 폭격단 사령부에 의해 이저리 등은 호된 질책을 받았지만 원자폭탄 투하 임무에서 제외되지는 않았다.
일본의 대도시를 파괴 다한 르메이는 목표를 인구 10 만명에서 20 만명의 중소 도시 58에 대한 소이탄 공격을 실시하기로했다. 이 전략은 6월 17일에 시작되어, 가고시마, 오무, 하마 마츠, 욧카 이치, 도요 하시, 후쿠오카, 시즈오카, 도야마 등이 목표가 되어 종전까지 계속되었다. 이 무렵이되면 일본 국민은 미군의 어떤 무기보다 B-29를 두려워하게 되고, 죠 오치 대학교의 신부 로서 일본에 거주 일본인과 친분이 깊었던 브루노 빗테루 에 따르면 " 일본 국민의 모든 계층에 걸쳐 패배 의식이 싹트기 시작하게 된 것은 B-29의 대공습에 의해서였다 "고 증언하고있다. 전후 미군에 의한 전략 폭격의 효과를 조사한 미국 전략 폭격 조사단 이 일본의 전쟁 지도자와 일반 국민으로 조사한 결과, 일본이 전쟁에 패배한다는 것을 깨닫고 국민의 비율은 1944년 6월 까지는 불과 국민의 2 %에 불과했으나 1945년 3월 10일의 공습 이후 19%, 그 공습이 격화 된 1945년 6월에는 46 %로 치솟으며 종전 직전에 68 %로 나타났다.

#### 일본군에 의한 요격
5월 24일 이전의 도쿄 대공습과 같은 전철을 밟을 세라 일본 육 해군의 수도 방공을 담당하는 제 10 비행 사단과 제 서른 두 해군 항공대와 요코하마 해군 항공대 가 전력으로 요격, 요격기의 총수는 140기가 되기도 했다. 특히 비행 제 64 전대 (이른바 ' 가토 송골매 전투 부대 ')에서 중대장으로 용명을 떨친 클로이保彦소령이 네 식 전투기 "질풍" 3 대의 B-29 격추를 기록하는 등  육군 23 대, 해군 7 기의 총 30 기의 격추를 보도했다. (고사포 부대의 전과도 포함) 미군 측의 기록에서도 17 대의 손실, 69 대의 손상과 큰 손해를 보고있다. 5월 25일에는 일본군의 요격은 더욱 격렬해졌고, 일본군측은 47기 격추를 보도해, 미군측에서도 26기 손실 100기 손상과 B-29 출격 중 최악의 손해를 입게 되었지만 미군이 일본군에 격추되었다고 기록한 것은 대공화기로 격추된 3기뿐이며, 대공포와 이오즈 2기 공격으로 대파되었다.
그러나 일본군 측에 따르면, 제 302 해군 항공대뿐만 달빛 7 대, 혜성 (斜銃장비의 야간 전투기 형) 4 대, 라이덴 5 대, 영전 5 기가 요격하여 B- 29 16 기 격추를보고  육군 고사포도 5월 25일 하루만으로 88 식 7cm 야전 고사포 7,316 발, 구구단 식 8cm 고사포 6,119 발, 세 식 12cm 고사포 1,041 발의 총 14,476 발의 고사 포탄을 소비하는 등 격렬한 대공포를 퍼붓고 해군의 전과도 함께 B-29 총 47 기 격추를 기록했으며  일본군 측의 전과 기록 과대 그렇지만, 원인 불명의 손실 중 대부분은 일본군에 의해 격추 된 것으로 추정된다. 이날 출격 한 항공 기관사 체스터 마샬에 따르면 지금까지 25 회 출격에서 대공포가 가장 심하게探照灯와의 제휴도 숙련였다는 것으로, 귀환 후 26 대가 격추 된 했다고 들었다 B-29 승무원들이 겁을 했다고 저서로 설명하고있다.
일본군은 탐지뿐만 아니라 화기 관제 레이더도 배치를 진행하고 있으며, 대전 초기에 싱가포르에서 노획 한 영국군의 GL Mk.II 레이더 ( 영어 )을 데드 카피 하고, 독일에서 우루쯔 부르크 레이더의 기술 공여를 받기도하고, "타치 1 호」· 「타치 2 호」· 「타치 3 호」· 「타치 4 호 '등의 전파 표정 기계를 개발하고 본토 방 공전에 투입하고있다. B-29이 작전 변경에 따라 야간 폭격이 증가했기 때문에 일본군은 고사포와探照灯조준 사격 관제 레이더에 의존하게 되었다. 고사포 진지마다 다호(다치의 약칭)가 설치돼 레이더의 유도로 사격하는 훈련을 철저히 하게 됐고 6기 12기로 1군을 편성하는 탐조등 진지에도 레이더 또는 청음기가 설치돼 레이더나 청음기에 제어된 탐조등이 B-29를 쏘면 다른 탐조등도 B-29를 쏘았다.
미군은 일본군의 사격관제레이더가 영국제 것을 토대로 개발하고 있다는 사실을 인지하면 이에 대한 대응수단을 강구하기로 하고 B-29에 재밍장치를 장착하였다. 그리고 B-29에 탑승해 재밍장치를 조작하는 특별한 훈련을 받은 사관을 레이븐(꽃유리)이라고 불렀다. 도쿄 대공습 이후 작전 변경으로 B-29가 단종진으로 개별적으로 폭탄을 투하하게 되자 폭탄을 투하하려는 B-29는 다수의 일본군 화기관제레이더의 초점이 돼 기체 개별 재밍으로는 대응할 수 없게 됐다. 이에 미군은 B-29 몇 대를 ECM기로 개조해 전문적으로 재밍을 실시하기로 했다.그 B-29에는 18기나 되는 수신·분석·방해 장치가 탑재됐는데, 기체 아라유 방향으로 안테나가 돌출돼 있어 그 형상으로 '산물범'으로 불리게 됐다. 산물범은 1회 작전마다 10대 이상이 목표에 가장 먼저 도착해 숙련된 레이븐의 조작으로 전파방해를 하고 탐조등이나 고사포를 교란, 청음기는 엔진 회전수를 달리해 엔진 특성을 기만하는 등 일본군 방공진과 B-29 간에 치열한 줄다리기가 벌어지고 있다.
도쿄에 대한 두 차례 폭격으로 B-29는 지금까지 최악인 43대가 손실됐고 169대가 손상되는 큰 손해를 봤다.르메이는 폭격이 막대한 손해를 끼쳤으니 B-29의 손해는 당연하다고 생각했다. 하지만 20공군사령부는 B-29 손실 증가를 우려해 대책을 강구하라고 지시했고, 르메이는 5월 29일 요코하마에 대규모 소이탄 공격(요코하마 대공습) 때는 B-29 454대에 이오지마에 배치한 P-51D101대를 호위자로 삼았다. 이어 6월 1일 B-29의 454기에 의한 고베와 오사카의 대규모 소이탄 공격에도 P-51의 호위를 출격 시켰지만 이륙 직후 폭풍 권에 부딪쳐 P-51은 한 번에 27 기회도 추락하고있다. 편대로 계기 비행을 할 수 없는 P-51에 대해서는 B-29가 항법 유도할 필요가 있어 르메이는 호위 전투기는 족쇄 정도로 생각하고 있었다. B-29는 탑재된 방어화기로 일본군기에 충분히 대항할 수 있기 때문에 좁은 이오지마 비행장에 많은 전투기를 두는 것은 아깝고 전투기를 줄여 B-29를 배치해야 한다고도 생각했지만 P-51의 호위로 그때까지 B-29 요격의 주력인 육군 도룡 해군 달빛 등의 운동성능이 낮은 쌍발전투기는 사용할 수 없게 되었고, 단발전투기도 더 이상 사용할 수 없었다. 또한 P-51 B-29의 호위로 다수 날아 오는 무렵에는 대본영은 적의 본토 상륙 부대에 전 기 특공 전법에 항공기 확보가 우선 방공 전투를 국한 할 방침을 취하고있다. 구체적인 운용으로는 손해가 증가하는 적의 소형 비행기 (전투기) 요격은 원칙적 억제했기 때문에 B-29의 전투기에 의한 요격은 B-29 P-51의 호위없이 유리한 상황 시 제한 정책이 일본 군기의 요격은 매우 저조 일본군 전투기에서 B-29의 피해는 격감하고있다. 그럼에도 불구하고 미국 육군 항공대의 통계에 따르면 B-29의 태평양 전쟁 (대동아 전쟁)에서 총 출격 수에 대한 전투 손실률은 1.32 %로되어 있으나  도쿄에 대한 공습에서는 손실률 이 되튐 3.3 %이며 수도권에서 일본군은 분전했다. 한편, 같은 추축국 독일 수도 베를린 공습에서 미군과 영국군 폭격기의 손실률은 6.6 %와 도쿄 공습의 2 배의 손실률에  B-29의 고성능과 일본군의 방공 전투 능력의 취약성을 여실히 나타내고있어 더 이상 일본군에 B-29를 눌러 세울 힘은 남아 있지 않은 것이 밝혀졌다.

## 전후

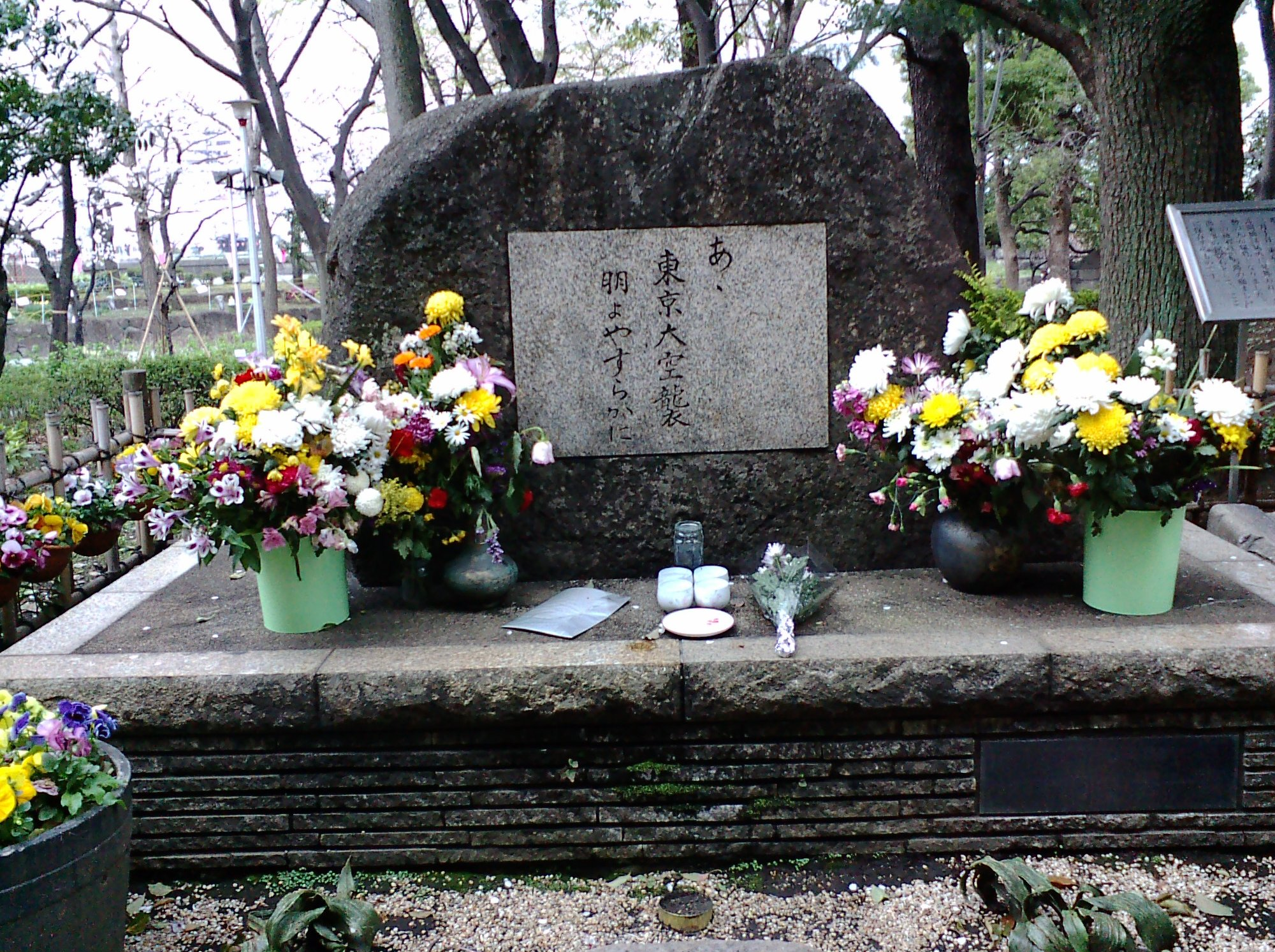
'전재로 돌아가신 분들의 비' 다이토구 아사쿠사 시치쵸메이치반

### 위령
신원 불명의 희생자의 유골은 관동 대지진의 희생자를 모신 「지진 재해 기념당」에 맞추어 봉안되었다. 이 때문에 1951년에는 지진 재해 기념당에서 도쿄도 위령당으로 이름이 바뀌었다. 위령당에서는 매년 3월 10일에 추도 행사가 행해지고 있는 것 외에 인접하는 도쿄도 부흥 기념관에 관동 대지진 및 도쿄 대공습에 대한 전시가 있다. 이 밖에 대규모 피해 지역에는 주로 주민들이 직접 만든 위령비가 많이 설치돼 있다.
도쿄도는 1990년(헤이세이 2년), 공습 희생자를 추도해 평화를 바라는 것을 목적으로 하고, 3월 10일을 「도쿄도 평화의 날」로 정하는 것을 조례로 정했다. 도쿄도에서는 스미다구의 요코아미쵸 공원에 「도쿄 공습 희생자를 추도해 평화를 기원하는 비」를 설치해, 유족등의 신청에 의해 판명된 1942년부터 1945년의 공습 희생자 명부(2013년 3월 시점에서 79,941명이 등재)를 납부했다. 2019년 3월 현재 81,147명, 2020년 3월 81,273명이 등재하였다. 도쿄도는 명단 등재를 받고 있다. (접수에 대해 도쿄도 생활문화국 도쿄공습희생자 명단)
매년 요코아미마치 공원은 대법회가 열리는 3월 10일(도쿄도 평화의 날)과 9월 1일에 도쿄 공습 희생자 명단이 들어있는 '도쿄 공습 희생자를 추모하고 평화를 기원하는 비'의 내부를 공개하고 있다.

### 보상 문제
2007년 3월 9일, '도쿄 공습희생자유족회'의 이재민·희생자의 유족 112명(평균 연령 74세)은 일본 정부에 대해 사죄 및 총액 12억 3,200만 엔의 손해배상을 요구하며 도쿄 지방재판소에 집단 제소를 실시했다. 미군의 공습으로 인한 민간 피해자들이 집단으로 일본에 책임을 묻는 것은 이번이 처음이다.목적은, 구군인·군속이 국가 보상을 받고 있는 것에 비해 국가 총동원법에 의해 동원된 민간인은 보상이 행해지지 않았다는 이유로, 「도쿄 공습이 국제법 위반의 무차별 융단 폭격이었음을 재판소로 인정받아, 잘못된 국책에 의해 전쟁을 개시한 정부의 책임을 추궁한다」이다. 법적 근거는 헤이그 육전 조약 3조 위반의 무차별 공격으로 이어진 도쿄 대공습을 감행한 미국 정부에 대해 이재민에게는 손해배상 청구권이 있지만, 일본 정부는 샌프란시스코 평화 조약에 의해 공습 피해에 대해 외교 보호권을 포기했다. 이는 헌법 17조 공무원의 불법 행위에 해당한다거나 전시 재해 보호법에 따라 국가는 구제의무를 지고 있으나 해태 뿐이었다. 2006년에는 일본군의 충칭 폭격에 대한 사죄와 배상을 요구한 충칭 폭격 배상 청구 소송이 시작되었다.
2009년 12월 14일의 1심 판결로 청구 기각, 원고 측은 항소했으나 공소가 기각되었다. 2013년 5월 9일 대법원이 원고 측의 상고를 기각해 원고 측의 전면 패소가 확정됐다. 기각 이유 중에서, 공습 피해자 구제는 재판소에서는 판단을 내리지 못하고, 국회가 입법으로 실시한다고 한 점에 대해서, 패소한 원고측 변호단도 '국민의 수인 한도로 한 기존의 판단으로부터 발을 디뎠다'라고 평가했다.
2010년 8월 14일, 일본 정부가 공습 피해자에게 보상을 하는 '공습 피해자 등 원호법' 제정을 목표로 한 '전국 공습 피해자 연락 협의회'가 결성되었다. 2011년 6월 15일에는 초당파 의원 연맹인 '공습 피해자 등 원호법을 실현하는 의원 연맹'이 설립되었다.
조선인 피해자에 대해서는 체험자의 증언을 통해 당시 상황을 기록하는 운동도 있었으며, 조선인 강제 연행에 의해 도쿄로 강제 연행된 조선인이 도쿄 대공습의 피해를 당했다고 주장하는 조선인 강제연행피해자·유족협회도 2008년에 보고서를 발표한 바 있다. 보고서에는 도쿄에서의 조선인 강제 노동 범죄, 그리고 도쿄 대공습에 의한 조선인 강제 연행 피해자의 참상 등이 보고되었다. 조선신보는 2008년 6월 6일 기사에서 "일제는 공습 후 천황이 이 지역을 방문한다는 구실을 만들어 조선인 등 사망자에 대한 신원 조사조차 하지 않은 채 67곳의 공원과 사찰, 학교 운동장 등에 매장하고 나중에 파헤쳐 합장하는 등 숨을 거둔 조선인 유골을 제멋대로 마구잡이로 돌려보내는 반인륜적 만행을 저질렀다"고 말했다.

### 전쟁 범죄 문제
공습은 겉으로는 군 시설이나 군수 산업에 대한 공격이지만, 도쿄 대공습은 도쿄 그 자체의 섬멸을 목적으로 하는 무차별 폭격으로 다수의 비전투원인 민간인이 희생되었으며, 전쟁 범죄가 아니냐는 지적도 강해 2007년의 도쿄 대공습 소송에서도 무차별 공격은 헤이그 육전조약 3조 위반이라는 주장이 제기되었다. 제1 차 세계 대전 후인 1922년 헤이그 공전규칙이 채택되고 군사 목표 이외의 민간인 손상을 목적으로 한 무차별 공습은 금지됐다.
일본 정부는 샌프란시스코 평화 조약에 의해 배상 청구권을 포기하고 있다.
국내법에서도 군인, 군속과 그 유족에 대한 특별 원호 정책이 채택된 반면, 비군인에 대해서는 불충분한 대책 밖에 강구되어 있지 않다는 논의가 있다.
1964년 12월 4일 일본 본토 폭격을 포함한 대일 무차별 폭격을 지휘한 미 공군사령관 커티스 르메이 대장에 대해 제1차 사토 내각이 훈일등 욱일장 서훈을 의결하여 항공 자위대 육성에 협조해 수여는 7일 이뤄졌다.
당시 비난이 있어 국회에서 추궁받았지만, 사토 에이사쿠 수상은 '지금은 미국과 우호 관계에 있어, 공적이 있다면 과거는 과거로서 공에 보답하는 것이 당연, 대국의 백성과는 언제까지나 사로 잡히지 않고 향후의 관계, 공적을 생각해 조치해 나가야 할 것'이라고 대답했다. 고이즈미 준이치로 방위청 장관도 공적과 전시 사정은 별개로 생각하는 것이라고 답변했다. 훈일등의 수여는 천황 친수가 통례이지만, 쇼와 천황은 르메이와 면회하는 일은 없었다. NHK 취재에서는 전쟁 책임에 대한 질문에 르메이는 훈장을 내보였다.
폭격 직후 르메이는 '근대 항공전사에서 획기적인 사건이 되었다'며 공습의 성과를 뽐냈지만, 민간인 대량학살에 대해서는 '행복한 기분을 느낄 수 없었다'면서도 일본군이 필리핀에서 미군이나 필리핀 민간인을 상대로 자행했다는 잔혹행위를 빗대어 '(대량학살이) 나의 결심을 아무런 둔하게 하지 않았다'고 회상하기도 했다. 단순한 살육을 위해 민간인을 살육할 목적 같은 건 없었다. 우리가 까맣게 그을린 목표물 중 하나를 돌아보면 어느 집의 잔해에서나 볼판이 튀어나오는 게 보였을 것이다. 국민 전원이 전쟁에 종사해, 비행기와 탄약을 만들기 위해서 일하고 있었다… 많은 여성이나 아이를 죽이게 되는 것은 알고 있었다. 하지만, 우리는 하지 않으면 안 되었다'라고 설명하며 '당시의 일본 공업 생산의 특징이기도 했던 가내 공업 시스템의 파괴가 목적이며, 어쩔 수 없었다'고도 말하고 있다.
르메이는 또 일본 폭격에 도덕적 고려가 영향을 미쳤느냐는 질문을 받고 "당시 일본인을 죽이는 것에 대해 고민은 하지 않았다. 내가 골머리를 앓았던 것은 전쟁을 끝내는 일이었다며 전쟁에서 패했더라면 나는 전쟁범죄인으로 재판받았을 것이다. 운 좋게도 우리는 승자가 됐다"고 말했다. "군인은 누구나 자기 행위의 도덕적 측면을 다소간 따지기 마련이다. 그러나 전쟁은 모두 도덕에 반하는 것이다"라고 대답했다. 르메이는 '우리는 일본 항복을 재촉하는 수단으로서 화재 밖에 없었던 것이다'라고도 술회하고 있다. 병사를 향해서는 '전쟁이란 어떤 것인지 가르쳐 주겠다. 너희는 인간을 죽여야 한다. 그리고, 가능한 한 많이 죽였을 때에, 적은 싸움을 그만두는 것이다'라고도 말했다.
일본 본토 폭격에 관해 르메이는 인도에 위배된다는 것을 알면서도 전쟁에 있어서의 필요성을 우선해 현장에서 효과적인 전술을 고안하고 실행한 책임이 있지만, 폭격은 항공군 사령관 헨리 아널드에게 명령 받은 임무로, 르메이의 역할이 과대하게 거론되는 경향이 있다. 르메이의 취임으로 B-29의 공격법이 야간 중심으로 바뀌었지만 도시 폭격(무차별 폭격)의 틀은 합동 참모 본부의 결정, 소이탄 공격 준비, 도쿄와 나고야에서 한셀의 무차별 폭격 시도 등 르메이 취임 전부터 진행돼 왔다.
2013년 5월 7일 아베 2차 내각은 도쿄 대공습에 대한 답변서를 의결했다. 답변서에서는 '국제법의 가저에 있는 기본 사상의 하나인 인도주의에 합치하지 않는다'는 점을 강조하는 한편 '당시 국제법을 위반해 행해졌다고는 단언할 수 없다'고 지적해 미합중국에 대한 직접적인 비판은 사실상 피할 수 없다.

## 공습 목록

### 1944년

#### 11월
| 날짜             | 공습지역                                                                                        | 사망자 | 기타                                 |
| 1944년 11월 24일 | 무사시노 마을, 에바라구, 시나가와구, 스기나미구, 호야마을, 코가네이마치, 히가시쿠루메시, 도쿄항 | 224명  | B-29 111대 투입, 샌 안토니오 1호작전 |
| 1944년 11월 27일 | 나카지마 비행기 제작소, 시부야구, 성동구, 에도가와구                                            | 41명   | ·                                    |
| 1944년 11월 29일 | 칸다구, 혼조구, 성동구, 에도가와구, 카츠시카구                                                  | 32명   | 피해주택 (2952채)                    |
| 1944년 11월 30일 | 잔디구, 리넨구, 니혼바시구, 카츠시카구                                                          | ·      | 니혼바시 지역 처음 공습              |

#### 12월
| 날짜             | 공습지역 | 사망자 | 기타 |
| 1944년 12월 3일  | 스기나미구, 이타바시구, 에도가와구, 무사시노 마을 | 184명  | ·    |
| 1944년 12월 6일  | 에도가와구 | 3명    | ·    |
| 1944년 12월 10일 | 고지마치구, 성동구, 아사쿠사구, 에도가와구 | 1명    | ·    |
| 1944년 12월 11일 | 오모리구, 시나가와구 | 1명    | ·    |
| 1944년 12월 12일 | 토시마구, 이시카오구, 도쿄 | 6명    | ·    |
| 1944년 12월 15일 | 에도가와구 | ·      | ·    |
| 1944년 12월 20일 | 세타가야구 | ·      | ·    |
| 1944년 12월 21일 | 에도가와구 | 4명    | ·    |
| 1944년 12월 24일 | 에도가와구 | ·      | ·    |
| 1944년 12월 27일 | 이타바시구, 나카노구, 스기나미구, 왕자구, 요도바시구, 성동구, 이시카와지구, 심천구, 시나가와구, 세타가야구, 카츠시카구, 고지마치구, 니혼바시구, 교바시구, 잔디구, 리넨구, 우시고메구, 무사시노 마을, 호야 도시 | 51명   | ·    |
| 1944년 12월 30일 | 아사쿠사구, 혼조구, 니혼바시지역 | ·      | ·    |
| 1944년 12월 31일 | 칸다구, 혼고구, 시타야구, 아사쿠사구, 혼죠지구, 무코지마구 | 5명    | ·    |

### 1945년

#### 1월
| 날짜            | 공습지역 | 사망자 | 기타              |
| 1945년 1월 1일  | 시타야구, 아사쿠사구, 혼죠지구, 무코지마구, 에도가와구 | 5명    | ·                 |
| 1945년 1월 5일  | 성동구 | 3명    | ·                 |
| 1945년 1월 9일  | 고지마치구, 잔디구, 우시고메지구, 심천구, 오모리구, 스기나미구, 이타바시구, 무사시노 마을, 호야 타운, 타나마치 | 28명   | ·                 |
| 1945년 1월 11일 | 도쿄 | 1명    | ·                 |
| 1945년 1월 27일 | 코우지치구, 니혼바시지구, 교바시구, 리넨구, 아카사카구, 우시고메지구, 이시카와구, 아라카와구, 무코지마구, 시타야구혼죠지구, 심천구, 왕자구, 카츠시카구에도가와구, 아다치구, 혼고구, 아사쿠사구, 이타바시구, 나카노구, 스기나미구, 에바라구, 시부야구 | 539명  | 엘킨도루 3호 작전 |
| 1945년 1월 28일 | 카마타구, 혼고구, 아사쿠사구, 아라카와구 | ·15명  | ·                 |
| 1945년 1월 29일 | 카츠시카구, 이즈 | ·      | ·                 |

#### 2월

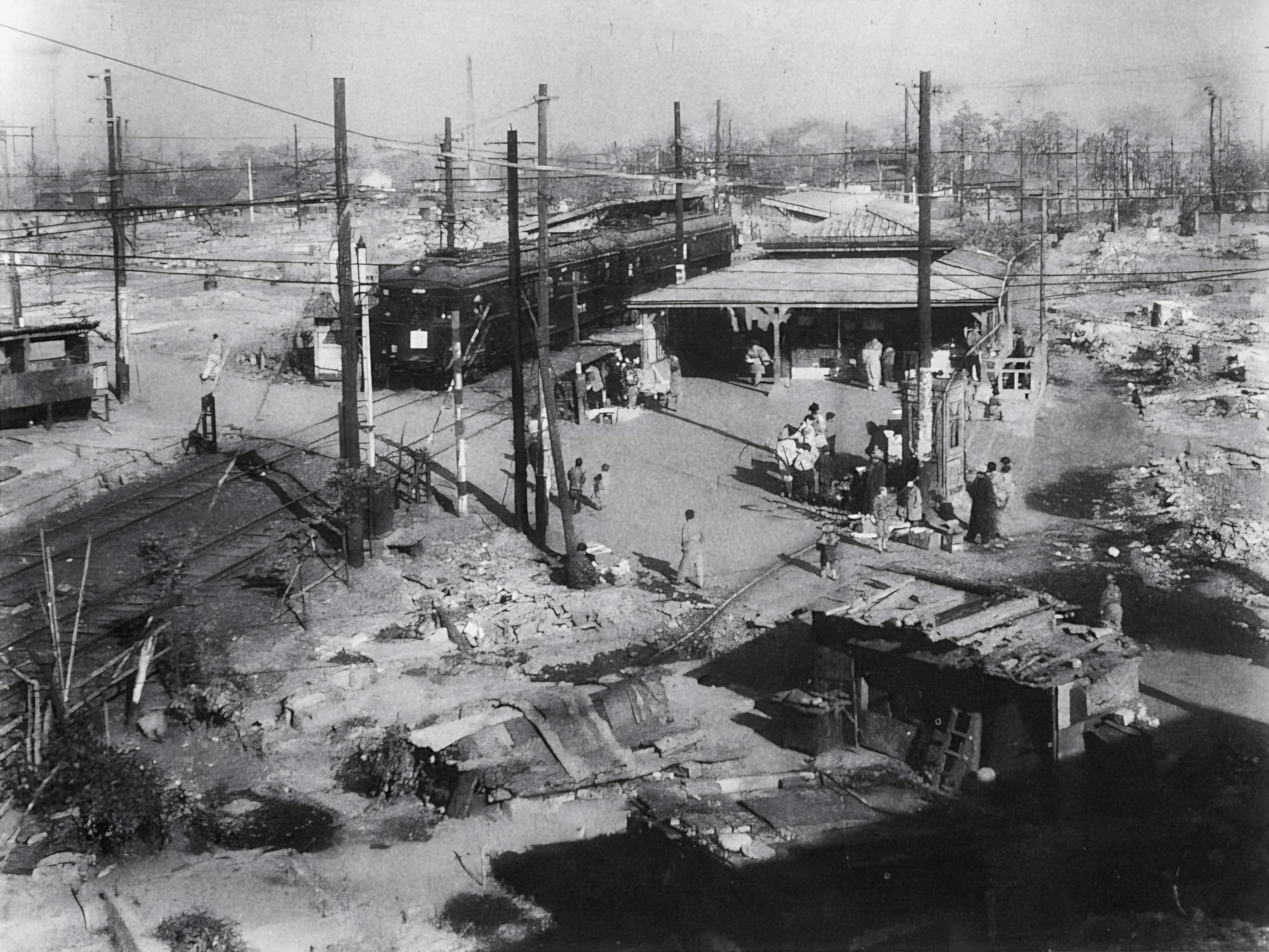
1945년 도고 공원 역. 공습으로 주위가 잿더미로 변해있다.

| 날짜            | 공습지역 | 사망자 | 기타                                            |
| 1945년 2월 2일  | 성동구, 시티야구 | 4명    | ·                                               |
| 1945년 2월 9일  | 심천구, 왕자구, 교바시구, 아카사카구, 카츠시카구, 에도가와구, 시바야구 | ·      | ·                                               |
| 1945년 2월 14일 | 무코지마구 | 47명   | ·                                               |
| 1945년 2월 15일 | 하치죠지마, 니이지마구 | ·      | 미국 항공모함기동부대에 의한 첫공습(잼버리작전) |
| 1945년 2월 16일 | 오모리구, 시부야구, 나카노구, 스기나미구, 카마타구, 이타바시구, 세타가야구, 카츠시카구, 우시고메구, 메구로구, 하치죠지마                                                   | 3명    | ·                                               |
| 1945년 2월 17일 | 아카사카구, 오모리구, 요도바시구, 나카노구, 스기나미구, 카마타구, 성동구, 심천구, 타치카와시, 무사시노 마을, 미타카, 호야 마치, 진다이마치, 야마토마을, 스나가와 마을      | 196명  | 성동구, 심천지역에서 사망자 15명                |
| 1945년 2월 19일 | 칸다구, 교바시구, 아카사카구, 요츠야구, 혼고구, 혼죠지구, 심천구, 카마타구, 에도가와구, 아라카와구, 왕자구, 이타바시구, 세타가야구, 아다치구, 시부야구, 성동구, 카츠시카구 | 163명  | ·                                               |
| 1945년 2월 24일 | 아사쿠사구, 시타야구, 칸다구 | 102명  | ·                                               |
| 1945년 2월 25일 | · | ·      | 미팅하우스 1호작전                              |
| 1945년 2월 26일 | 아라카와구, 이다치구 |        | ·                                               |

#### 3월
| 날짜            | 공습지역 | 사망자 | 기타               |
| 1945년 3월 4일  | 토시마구, 성동구, 무코지마구, 스키나미구, 혼고구, 카츠시카구, 아다치구, 심천구, 아라카와구, 시티야구, 애도가와구, 보다니마치, 후츄마치, 쿠루마을 | 650명  | ·                  |
| 1945년 3월 5일  | 에도가와구, 성동구, 메구로구, 카마타지역 | ·2명   | ·                  |
| 1945년 3월 7일  | 무코지마구하치죠지마 | 1명    | ·                  |
| 1945년 3월 10일 | · | 10만명 | 미팅하우스 2호작전 |
| 1945년 3월 14일 | 니이지마 | 7명    | ·                  |
| 1945년 3월 18일 | 아사쿠사 | 2명    |                    |
| 1945년 3월 30일 | 심천지역 | 6명    | ·                  |
| 1945년 3월 31일 | 요츠야구, 우시고메구 | 19명   | ·                  |

#### 4월

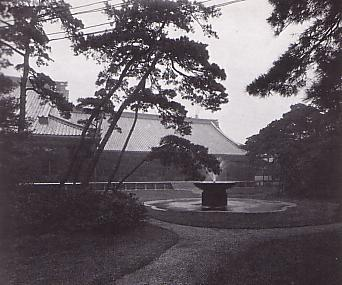
1945년 5월 25일의 공습으로 소실 된 메이지 궁전

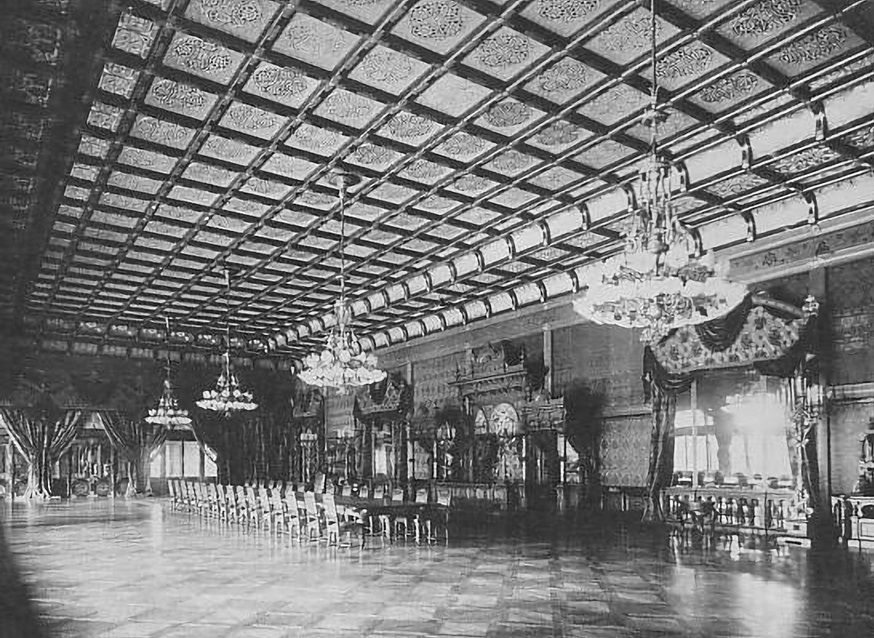
메이지 궁전의 모습

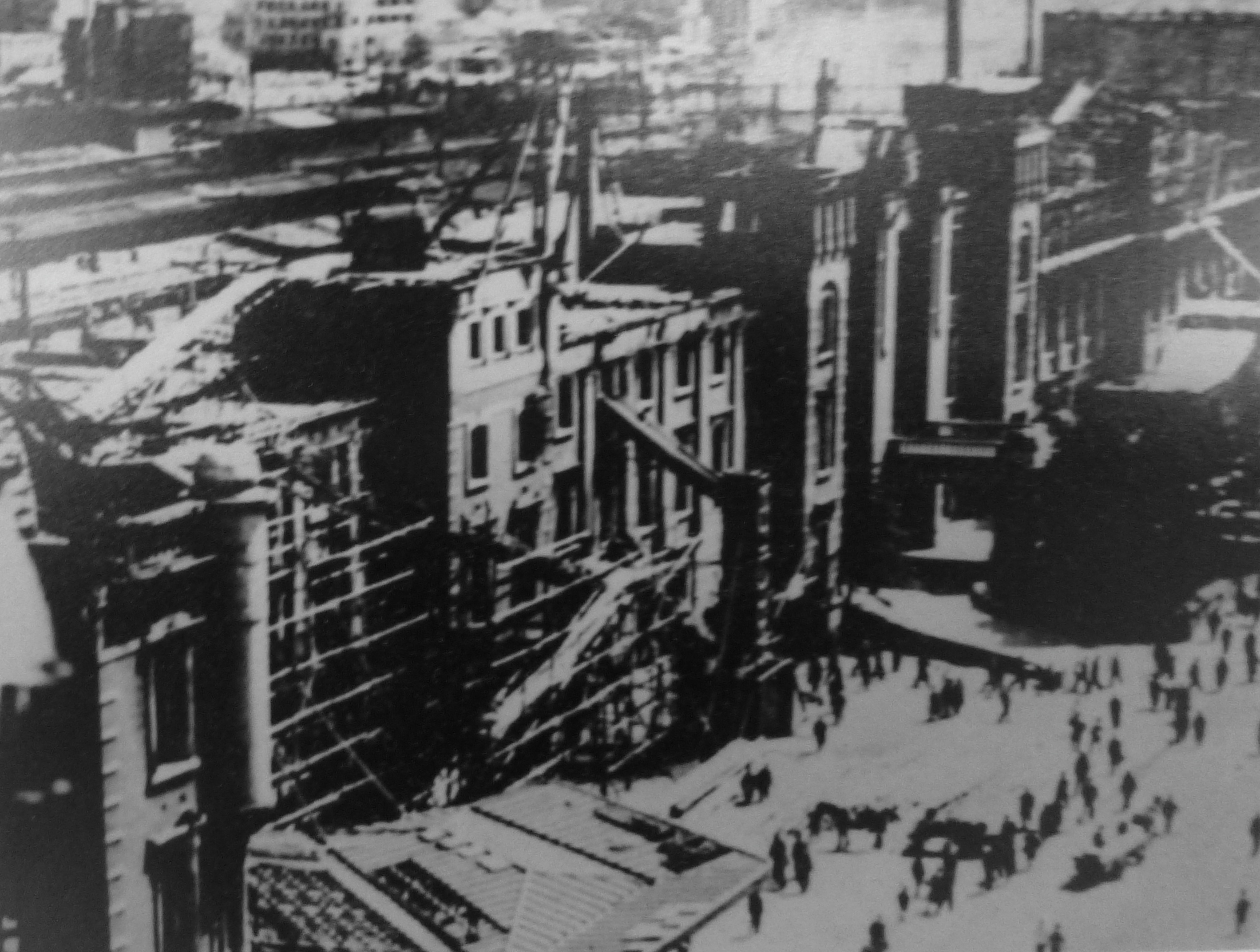
1945년 5월 25일 공습받은 도쿄역

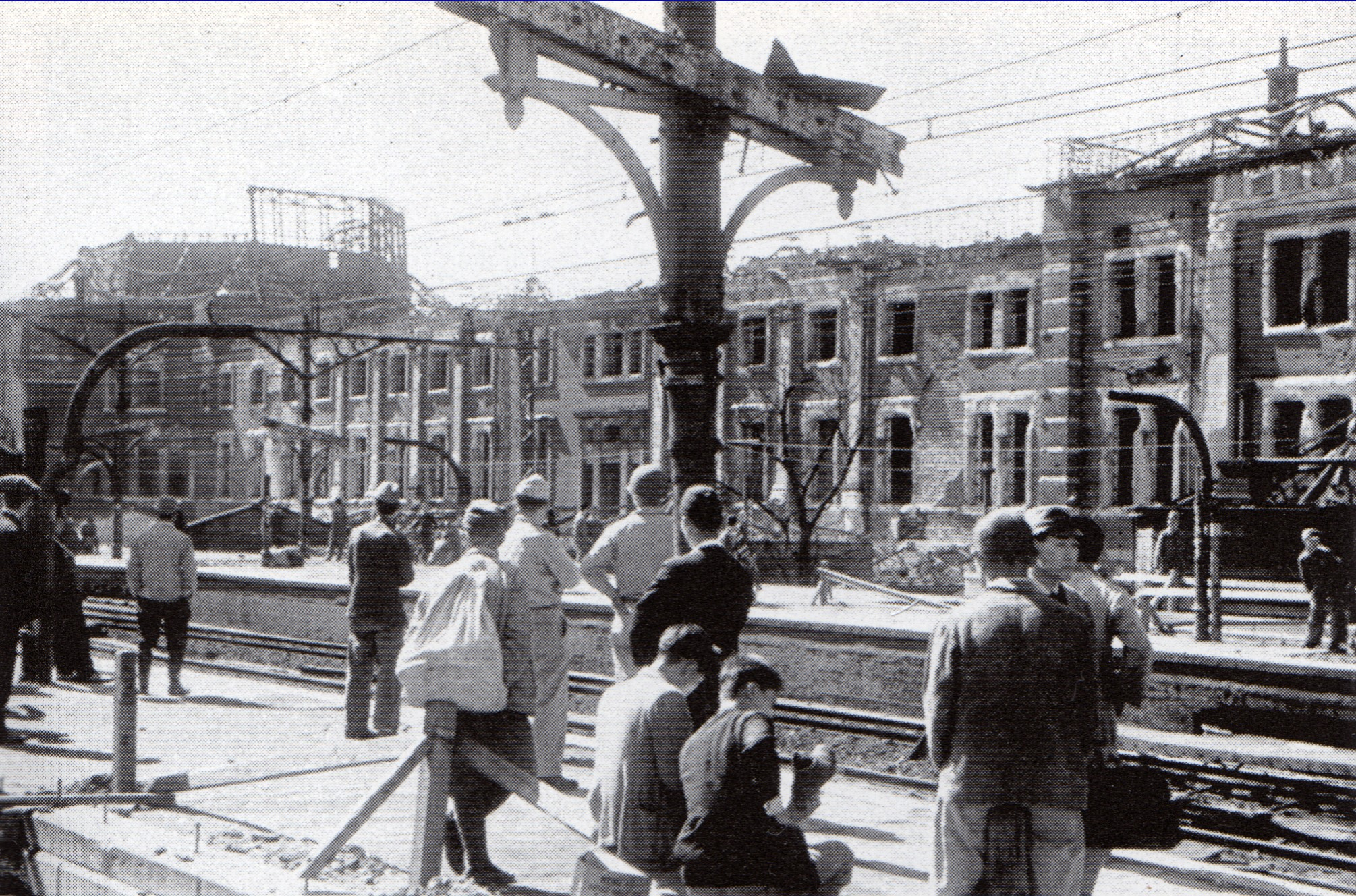
지붕과 플랫폼이 부서진 도쿄역

| 날짜            | 공습지역 | 사망자 | 기타                  |
| 1945년 4월 1일  | 요도바시구, 토시마구 | 17명   | ·                     |
| 1945년 4월 2일  | 무사시노마을, 이타바시구, 스기나미구 | 220명  | ·                     |
| 1945년 4월 4일  | 요도바시지구, 시타야구, 잔디구, 무코지마구, 심천구, 시나가와구, 오모리구, 에바라구, 카마타구, 에도가와구, 세타가야구, 타치카와시, 후츄 마치, 무사시노도시, 타나 마치, 히가시, 무라야마시, 호야마을, 쿠루마을, 하이지마마을, 무라야마 마을, 고쿠분쵸, 미타카시, 히노정 안개 마을, 카와구치마을, 훗 마을 | 710명  | ·                     |
| 1945년 4월 7일  | 니이지마, 스기나미구, 요츠야구, 오모리구, 카마타구, 이타바시구, 세타가야구, 쵸후마을, 무사시노마을 | 44명   | ·                     |
| 1945년 4월 12일 | 스기나미구, 이타바시구, 아라카와구, 무사시노마을, 야마토 촌, 호야타운, 니이지마 | 94명   | ·                     |
| 1945년 4월 13일 | 성북구 대공습(성북구 등 20개의 도시(구)) | 2459명 | 피해주택(17만 1370호) |
| 1945년 4월 15일 | 하치죠지마, 에바라구, 오모리구, 시나가와구, 메구로구, 카 마타지구, 잔디구, 리넨구, 세타가야구, 시부야구, 무코지마구, 니혼바시구, 에도가와구 | 4845명 | 피해주택(27만 874호)  |
| 1945년 4월 18일 | 후츄마치 | 19명   | ·                     |
| 1945년 4월 19일 | 에바라구, 메구로구, 오모리구, 시부야구, 스기나미구, 세타가야구, 타치카와시 | 8명    | ·                     |
| 1945년 4월 24일 | 타치카와시, 야마토 촌, 스나가와 마을, 오비라정, 히가시 무라야마도시, 니시타마군, 미타마을 | 246명  | ·                     |
| 1945년 4월 25일 | 스나가와 마을 | ·      | ·                     |
| 1945년 4월 28일 | 야마토 마을 | ·      | ·                     |
| 1945년 4월 30일 | 타치카와시, 야마토마을, 코즈시마 | ·      | ·                     |

#### 5월
| 날짜            | 공습지역 | 사망자 | 기타                                |
| 1945년 5월 1일  | 하치죠지마, 미야케지마 | ·      | ·                                   |
| 1945년 5월 7일  | 아다치구, 왕자구 | ·      | ·                                   |
| 1945년 5월 12일 | 아다치구 | 3명    | ·                                   |
| 1945년 5월 19일 | 아사쿠사구, 아라카와구, 무코지마구 | ·      | ·                                   |
| 1945년 5월 20일 | 도쿄, 하네다 | ·      | ·                                   |
| 1945년 5월 23일 | 아사쿠사구, 리넨구 | ·      | ·                                   |
| 1945년 5월 24일 | 코우지마치, 리넨구, 우시고메, 혼고 | 762명  | 피해주택(6만 4487호)                |
| 1945년 5월 25일 | 나카노, 요츠야, 우시고메, 코우지마치, 아카사카, 리넨구, 잔디구, 세타가야, 시부야 구 아오야마 거리 방면. 메구로구, 스기나미구, 이시카와구, 혼고구, 오모리구, 시나가와구, 성동구, 심천구, 아사쿠사구, 카츠시카구, 아라카와, 구에도가와구, 시타구, 교바시구, 요도 바시구, 아다치구, 칸다구, 에바라구, 토시마구, 니혼바시지역 왕자 구, 이타바시구, 무코지마구, 타치카와시 | 3651명 | 업타운 대공습, 피해주택(16만 6천호) |
| 1945년 5월 29일 | 오모리구, 카마타지구, 잔디구, 시나가와구, 메구로구, 요츠야구, 우시고메구 | 41명   | ·                                   |
| 1945년 5월 30일 | 오시마공습 | ·      | ·                                   |

#### 6월
| 날짜            | 공습지역                                                     | 사망자 | 기타 |
| 1945년 6월 5일  | 니이지마                                                     | ·      | ·    |
| 1945년 6월 9일  | 하치죠지마                                                   |        |      |
| 1945년 6월 10일 | 이타바시구, 타치카와시, 야마토촌, 무라야마 마을, 고쿠본쵸    | ·291명 | ·    |
| 1945년 6월 11일 | 스기나미구, 세타카야구, 야마토마을, 하치오지시, 니시타마마을 | ·      | ·    |
| 1945년 6월 12일 | 코즈시마 시키네섬                                            | ·      | ·    |
| 1945년 6월 20일 | 하치죠지마                                                   | ·      | ·    |

#### 7월
| 날짜            | 공습지역                                                          | 사망자 | 기타                                                  |
| 1945년 7월 1일  | 히치죠지마                                                        | 5명    | ·                                                     |
| 1945년 7월 3일  | 하치죠지마                                                        | 3명    |                                                       |
| 1945년 7월 5일  | 하치죠지마                                                        | 3명    | ·                                                     |
| 1945년 7월 6일  | 하치오지시, 안개마을, 왕자마을, 무리야마 마을                     | ·4명   | ·                                                     |
| 1945년 7월 8일  | 판교지구, 타치카와시, 쿠루마을, 호야마을, 아사카와정              | ·4명   | ·                                                     |
| 1945년 7월 9일  | 하치오지시                                                        | ·      | ·                                                     |
| 1945년 7월 10일 | 시타야구, 이타바시구, 타치카와시, 무라야마도시, 니이지마          | 6명    | ·                                                     |
| 1945년 7월 12일 | 카마타지역                                                        | 16명   | ·                                                     |
| 1945년 7월 13일 | 니이지마                                                          | 2명    | 1945년 7월 16일 미국 뉴 멕시코 지역 최초 핵 실험 성공 |
| 1945년 7월 19일 | 에도가와구, 니이지마                                              | 1명    | 1945년 7월 16일 미국 뉴 멕시코 지역 최초 핵 실험 성공 |
| 1945년 7월 20일 | 도쿄역 동쪽                                                       | 1명    | ·                                                     |
| 1945년 7월 27일 | 니이지마                                                          | ·      |                                                       |
| 1945년 7월 28일 | 이타바시구, 시부야구, 성동구, 미타카도시, 요코야마 마을, 왕자마을 | 4명    | ·                                                     |
| 1945년 7월 29일 | 호야마을                                                          | 3명    | ·                                                     |
| 1945년 7월 30일 | 니시타마군, 니이지마                                              | 1명    | ·                                                     |

#### 8월

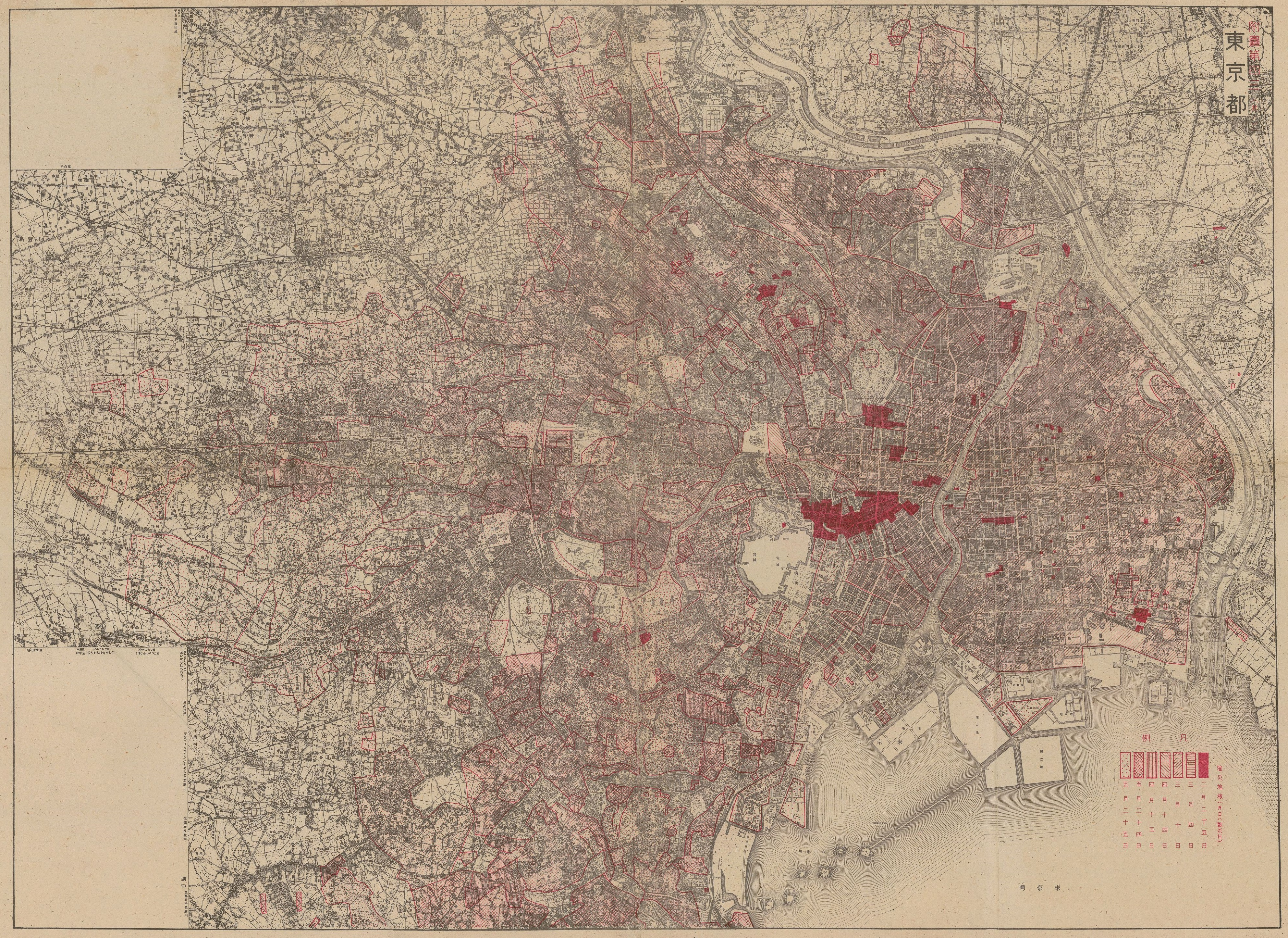
도쿄시(당시)의 공습 피해 상황을 정리한 지도(전재 개황도).공습일마다의 이재 지역을 알 수 있다.1945년 12월, 전쟁 피해의 개황을 복원 귀환자에게 알리기 위해서 제일 복원성이 작성했다.

| 날짜            | 공습지역                                                                                        | 사망자 | 기타                                                        |
| 1945년 8월 1일  | 하치오지시, 요코야마마을, 스나가와 마을, 니시타마군, 훗타운, 왕자마을, 카와구치마을, 에도가와구 | 225명  | 피해가옥(14,147호)                                          |
| ~1945년 8월 2일 |                                                                                                 | ~473명 | ·                                                           |
| 1945년 8월 3일  | 스기나미구, 왕자구, 이타바시구                                                                  | 2명    | ·                                                           |
| 1945년 8월 5일  | 하치오지                                                                                        | 52명   | P-51전투기가 기관총으로 열차에 사격을 해 다수의 피해자 발생 |
| 1945년 8월 7일  | 오시마                                                                                          | ·4명   | ·                                                           |
| 1945년 8월 8일  | 아다치구, 이타바시구, 무사시노마을, 니이지마                                                    | ·72명  | ·                                                           |
| 1945년 8월 10일 | 이타바시구, 아다치구, 니시무라                                                                  | 197명  | ·                                                           |
| 1945년 8월 13일 | 교바시구, 카마타구, 오모리구, 시나가와구, 에바라구, 잔디구, 시티야구                            | 29명   | ·                                                           |
| 1945년 8월 15일 | 니시타마군, 오메도시                                                                            | ·      | ·                                                           |

## 피해

### 사상자 수
공습에 의한 피해자의 총수는 불분명하지만, 1995년의 도쿄 신문 조사에서는 전국에서 505 만 9197 명, 도쿄에서 1557만 6959 명이었다.

### 건축물
- 황궁
- 메이지궁전
- 오미야고쇼
- 동궁어소
- 미카사 궁 저택
- 나시모토 궁 저택
- 후시미노미야 저택
- 아오야마 저택
- 치치부노미야 어전

### 관공서

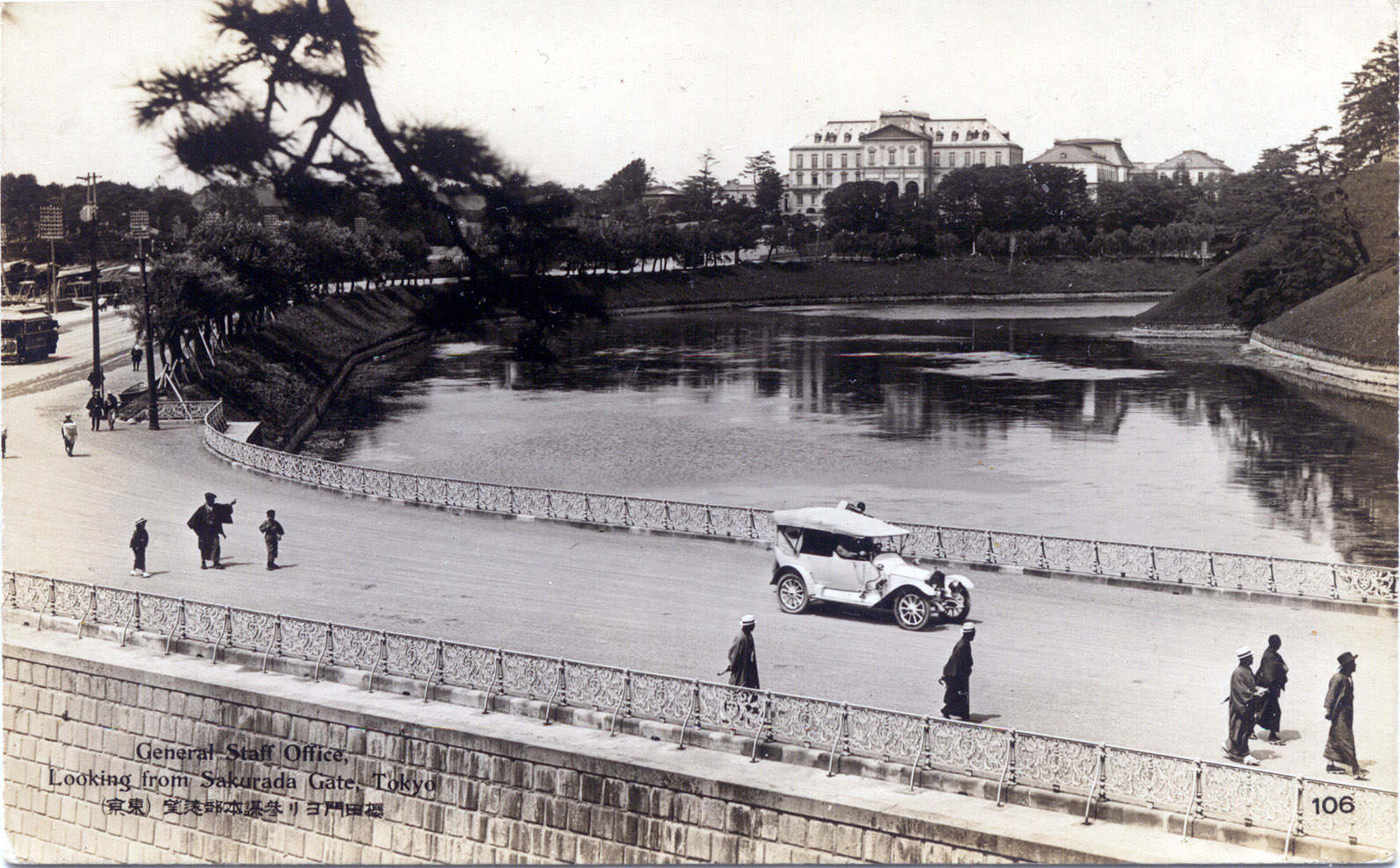
공습으로 소실한 일본 제국 육군 참모본부

- 참모본부 청사공습으로 소실한 일본 제국 육군 참모본부

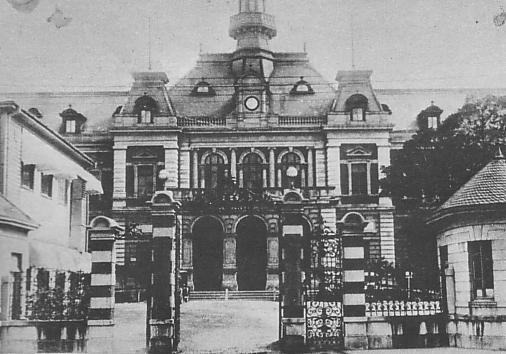
1945년 5월 25 일의 공습으로 소실 된 도쿄부 청사

- 해군성 · 군령 부 청사
- 외무성 청사
- 법무부 청사
- 대심 원
- 주일 독일 대사관
- 도쿄부 청사1945년 5월 25 일의 공습으로 소실 된 도쿄부 청사

### 철도시설

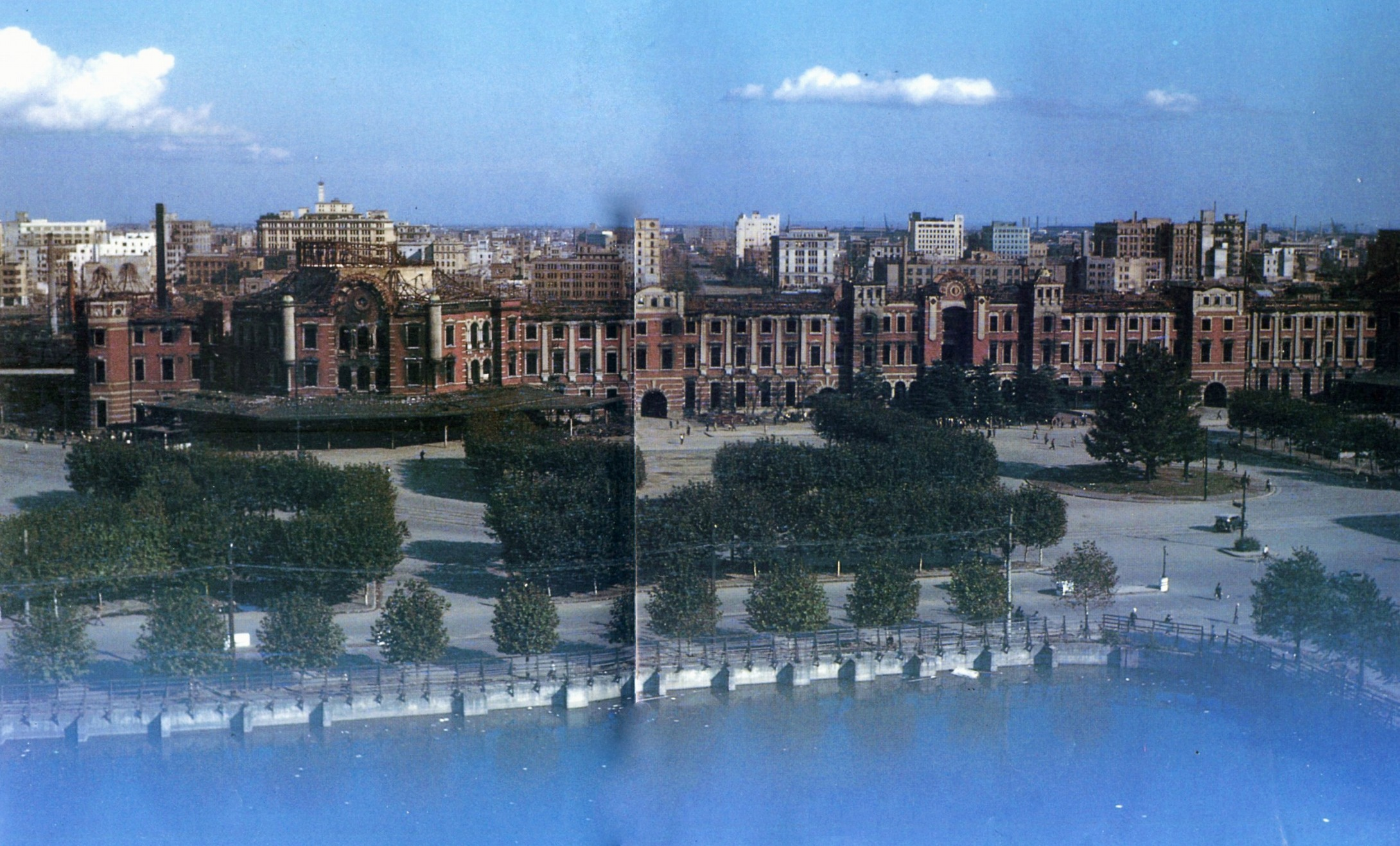
1945년 5월 25일의 공습으로 소실 된 도쿄역의 전경 (1945년 촬영)

- 도쿄역1945년 5월 25일의 공습으로 소실 된 도쿄역의 전경 (1945년 촬영)
- 긴자선

### 종교시설
- 도쿄대공습 간 도쿄신사 236~326개가 피해를 보았다고 한다.[9]
- 메이지 신궁-본전
- 센소지-본당(관음당), 오층탑
- 조우죠- 본당(대전), 개산당, 가람(오층탑)

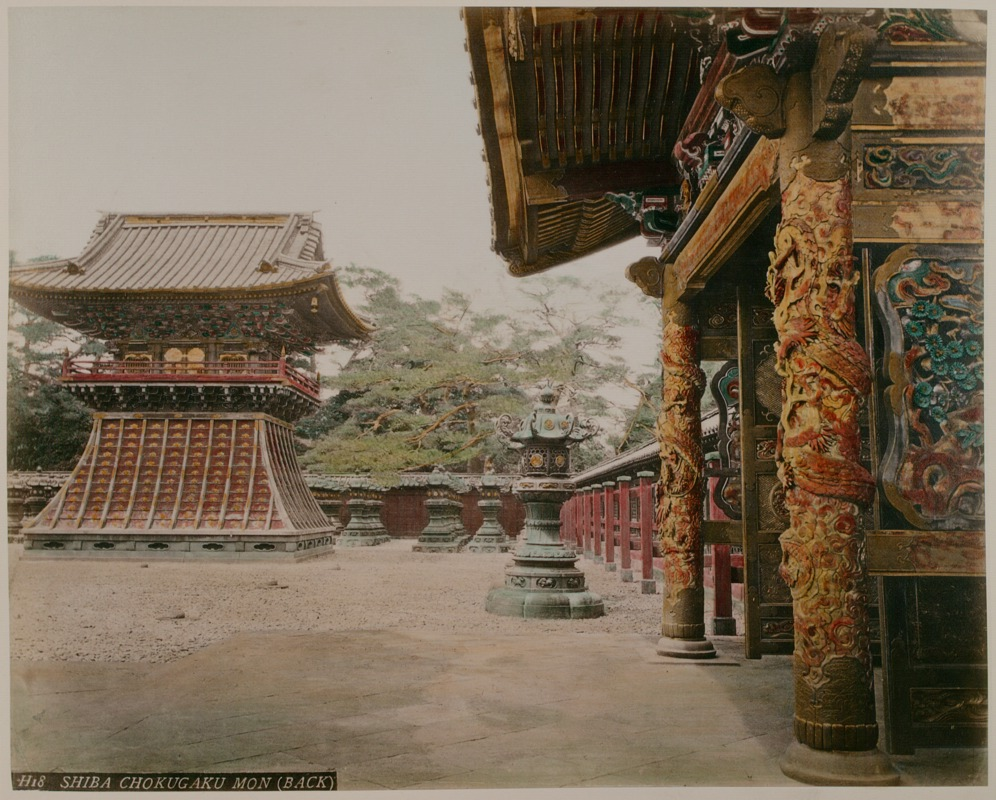
공습으로 소실된 도쿠가와 이에쓰구 무덤

- 간에이지-천당, 도쿠가와 가문 영묘
- 도쿠가와 사당공습으로 소실된 도쿠가와 이에쓰구 무덤
- 도쿄도 미나토 구
- 이케가미 혼 몬지
- 센가쿠
- 시바 대신 궁
- 가톨릭 세키구치 교회
- 잔디신궁
- 야스쿠니 신사
- 도고신사
- 네즈신사
- 노기신사
- 스가 신사
- 마고메하치만 신사
- 히에 신사
- 아타고 신사

### 교육시설

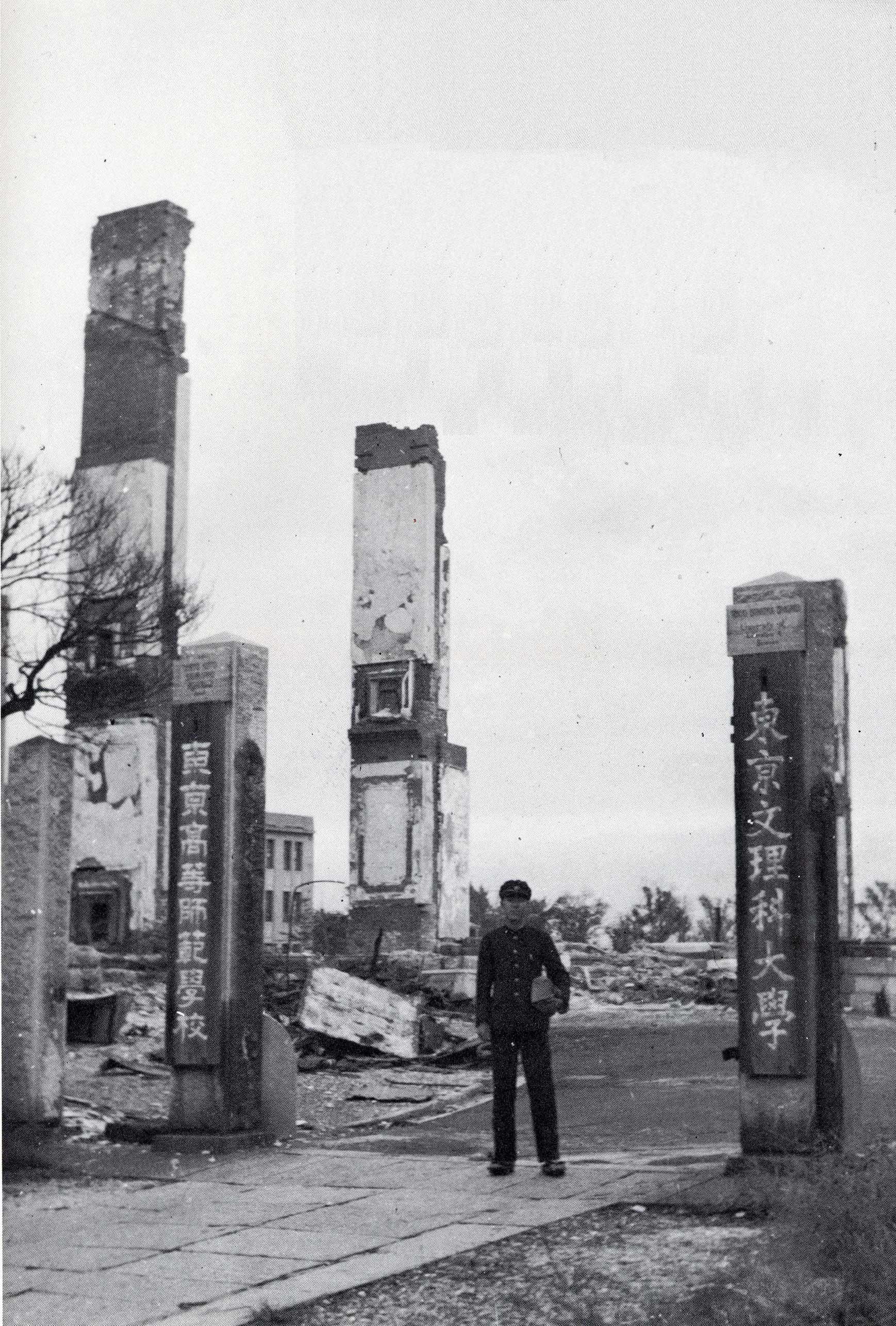
공습으로 전소한 도쿄 문리대학교(현 도쿄 교육대학교)

- 도쿄제국대학교
- 도쿄고등학교
- 도쿄 문리대학교(도쿄 교육대학교)공습으로 전소한 도쿄 문리대학교(현 도쿄 교육대학교)

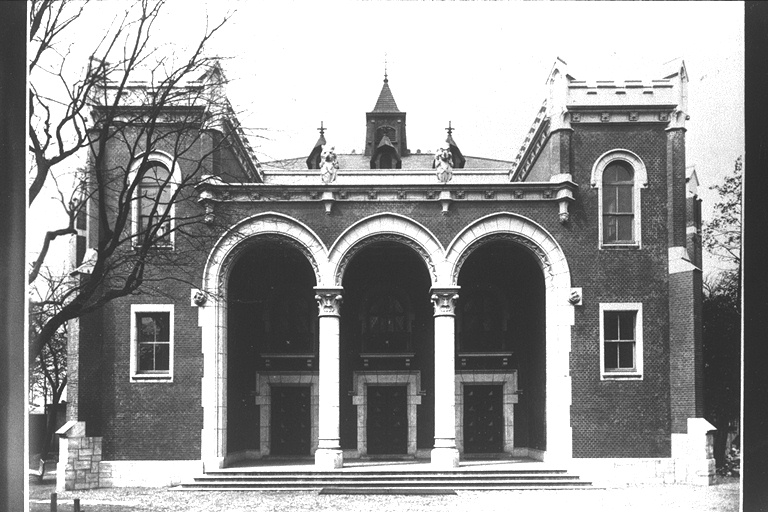
1945년 5월 25일의 공습으로 소실 한 게이오 대학교 미타 대강당

- 도쿄 농업 대학교
- 지바대학교
- 게이오 대학교1945년 5월 25일의 공습으로 소실 한 게이오 대학교 미타 대강당

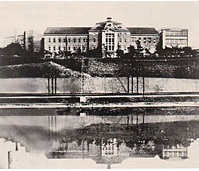
공습으로 전소한 호세이 대학

- 와세다 대학교
- 도쿄 도립 대학교
- 메이지 대학교
- 호세이 대학교공습으로 전소한 호세이 대학
- 타쿠쇼쿠 대학교
- 도쿄 경제 대학교
- 타카 치호대학교
- 타마 미술 대학교
- 대성 강동학교
- 순천중학교

### 의료시설
- 도쿄대학교 의학부속 병원
- 강동병원
- 게이오 대학병원
- 일본대학 의학부 부속 판교 병원
- 미츠이 기념병원
- 카미오 기념 병원
- 도쿄 도립 마츠자와 병원

## 기록
전쟁이 끝난 뒤 이시카와 국장은 연합군 최고사령관(GHQ)의 사진을 넘기지 않고 일반 부정을 인정하지 않고 대신 일반에 제출해 3·10 공습의 비극을 쫓았다(총 33장). 이 33장의 사진은 도쿄 공습의 참상을 전하는 귀중한 자료이지만, 이시카와 자신은 그러한 사진을 정말로 찍고 싶지 않다고 말한다. 또한, 이시카와 국장은 1942년 둘리틀 공습부터 1945년 5월 25일 공습까지 사진을 찍었고, 도쿄에서 찍은 사진 수는 총 600장을 넘었다.
에도 도쿄 박물관과 스미다 지방 문화 박물관에서 도쿄 공습에 관한 전시회가 열린다. 도쿄평화기념관 건립도 2001년 개관할 계획이었지만 실현이 되지는 못하였다.

## 같이 보기
- 둘리틀 공습
- 오사카 공습
- 쾰른 대공습
- 드레스덴 대공습
- 나고야 공습